# Titisee-Neustadt

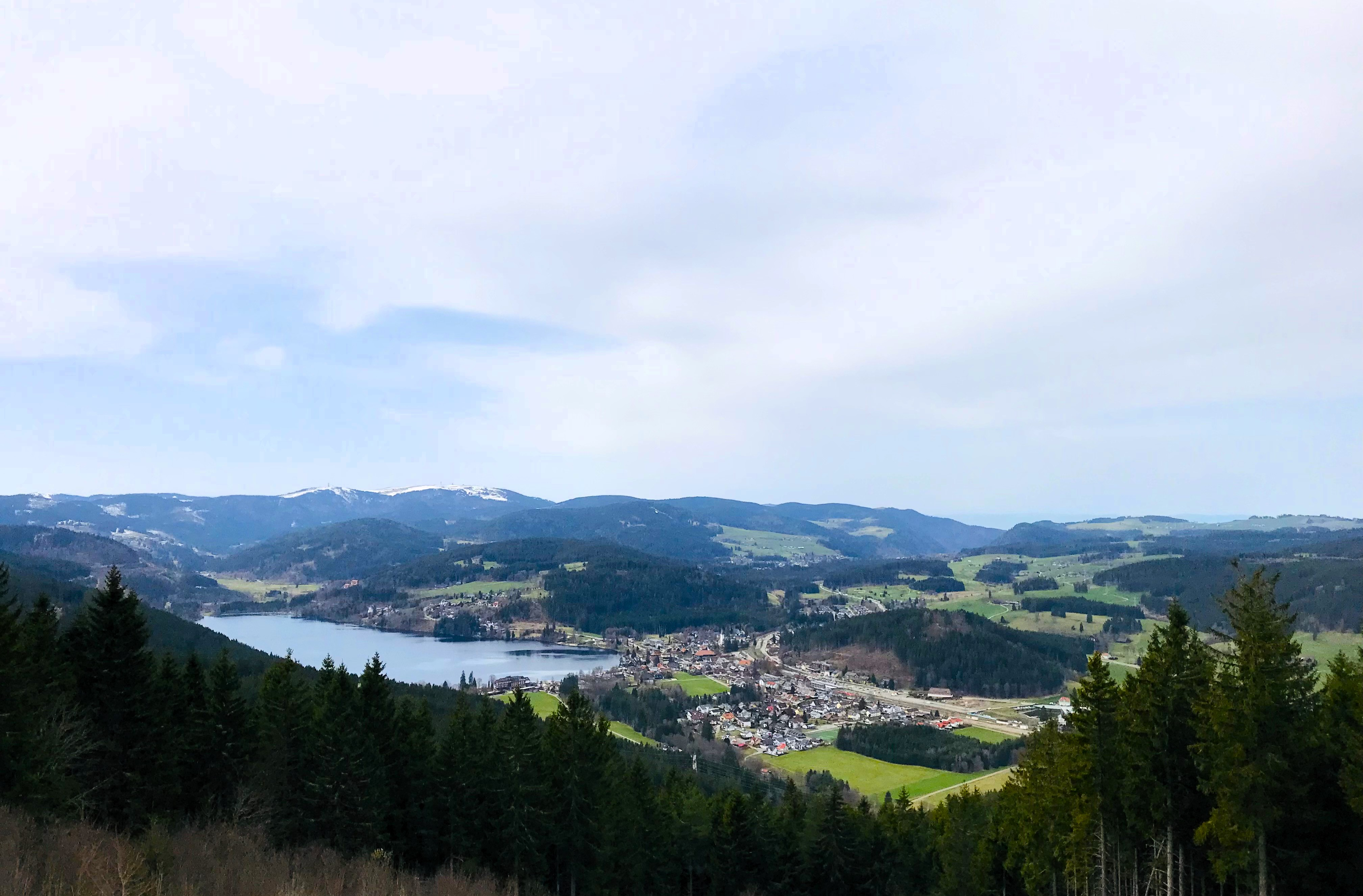
Blick vom Hochfirst auf den Titisee und den Ortsteil Titisee

Titisee-Neustadt (im Volksmund auch Wälderstadt) ist eine südbadische Stadt im Süd- bzw. Hochschwarzwald, im Südwesten Baden-Württembergs im Landkreis Breisgau-Hochschwarzwald. Die Stadt ist Kneipp- sowie Heilklimatischer Kurort und ein bekanntes Wintersportzentrum.

## Geographie

### Lage
Die Stadt Titisee-Neustadt liegt östlich des Feldbergs im Südschwarzwald in einer Höhe von 769 bis 1197 m ü. NHN. Der Ortsteil Titisee (heilklimatischer Kurort) liegt dabei am nördlichen Ufer des gleichnamigen Sees. Der Ortsteil Neustadt befindet sich etwa fünf Kilometer nordöstlich davon. Die Stadt liegt an der Wutach, die zunächst unter dem Namen Seebach vom Feldberg kommend den Titisee speist, als Gutach (gute Ach) aus diesem heraus fließt und östlich des Stadtteils Neustadt als reißender Fluss nun unter dem Namen Wutach (wütende Ach) das Stadtgebiet wieder verlässt und sich durch die bekannte Wutachschlucht schließlich bei Tiengen in den Hochrhein ergießt.
Die höchste Erhebung von Titisee-Neustadt ist der Hochfirst (1197 m ü. NHN) an der Gemeindegrenze zu Lenzkirch.

### Stadtgliederung
Zur Stadt Titisee-Neustadt mit den ehemals selbstständigen Gemeinden Langenordnach, Neustadt im Schwarzwald, Rudenberg, Schwärzenbach, Titisee und Waldau gehören 113 Dörfer, Weiler, Zinken, Höfe und Häuser, darunter Heiligenbrunnen.
Im Stadtteil Neustadt im Schwarzwald lagen die aufgegangenen Ortschaften Gutach, Oberlangenordnach und Unterlangenordnach sowie die abgegangene Ortschaft Hochfirst. Im Stadtteil Rudenberg lag die nach 1952 aufgegangene Ortschaft Im Lochenbachdobel (Sägehäusle).
Einwohnerzahl der Stadtteile Titisee-Neustadts (Stand: 15. März 2022):
| Stadtteil              | Einwohner |
| ---------------------- | --------- |
| Neustadt               | 9.583     |
| Titisee                | 2.385     |
| Waldau                 | 396       |
| Schwärzenbach          | 255       |
| Langenordnach          | 236       |
| Rudenberg              | 176       |
| Stadt Titisee-Neustadt | 13.032    |

### Klima
|                        | Jan  | Feb  | Mär  | Apr  | Mai  | Jun  | Jul  | Aug  | Sep  | Okt  | Nov  | Dez  |   |      |
| Mittl. Temperatur (°C) | −0,8 | 0,1  | 3,1  | 6,9  | 10,6 | 15,6 | 17,2 | 16,3 | 12,3 | 8,1  | 2,6  | 1,1  | ⌀ | 7,8  |
| Mittl. Tagesmax. (°C)  | 3,0  | 4,4  | 8,3  | 12,8 | 16,2 | 21,6 | 23,5 | 22,8 | 18,6 | 13,5 | 6,4  | 5,5  | ⌀ | 13,1 |
| Mittl. Tagesmin. (°C)  | −4,2 | −3,5 | −1,5 | 1,2  | 5,1  | 9,5  | 10,9 | 10,3 | 6,7  | 3,4  | −0,7 | −2,7 | ⌀ | 2,9  |
|                        |      |      |      |      |      |      |      |      |      |      |      |      |   |      |
| Niederschlag (mm)      | 132  | 83   | 97   | 71   | 126  | 95   | 59   | 92   | 48   | 79   | 93   | 99   | Σ | 1074 |
|                        |      |      |      |      |      |      |      |      |      |      |      |      |   |      |
| Regentage (d)          | 18   | 14   | 16   | 15   | 18   | 14   | 14   | 14   | 11   | 14   | 16   | 14   | Σ | 178  |

| −4,2 |

| −3,5 |

| −1,5 |

| 1,2 |

| 5,1 |

| 9,5 |

| 10,9 |

| 10,3 |

| 6,7 |

| 3,4 |

| −0,7 |

| −2,7 |

| −4,2 |

| −3,5 |

| −1,5 |

| 1,2 |

| 5,1 |

| 9,5 |

| 10,9 |

| 10,3 |

| 6,7 |

| 3,4 |

| −0,7 |

| −2,7 |

## Geschichte

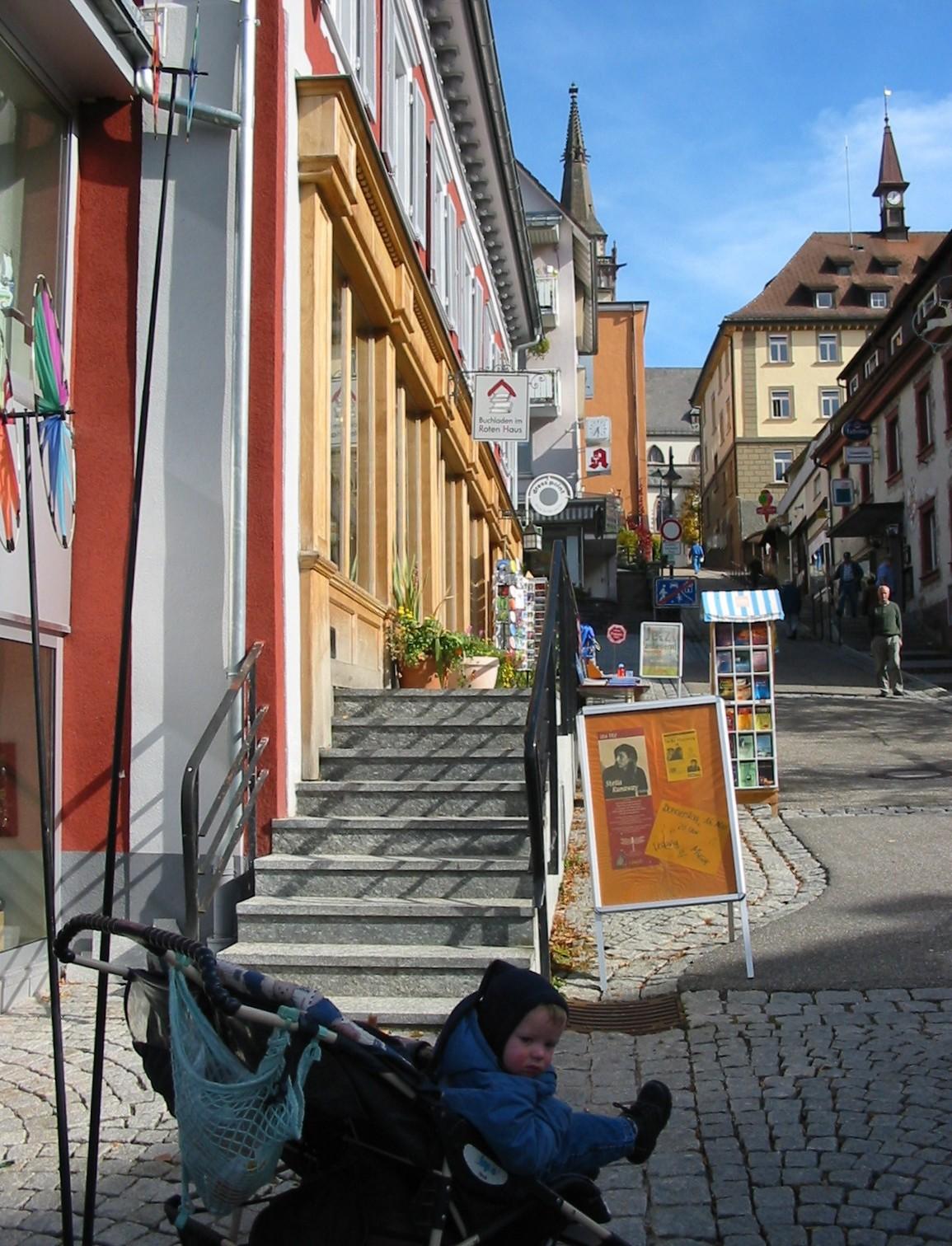
Hirschenbuckel in Neustadt

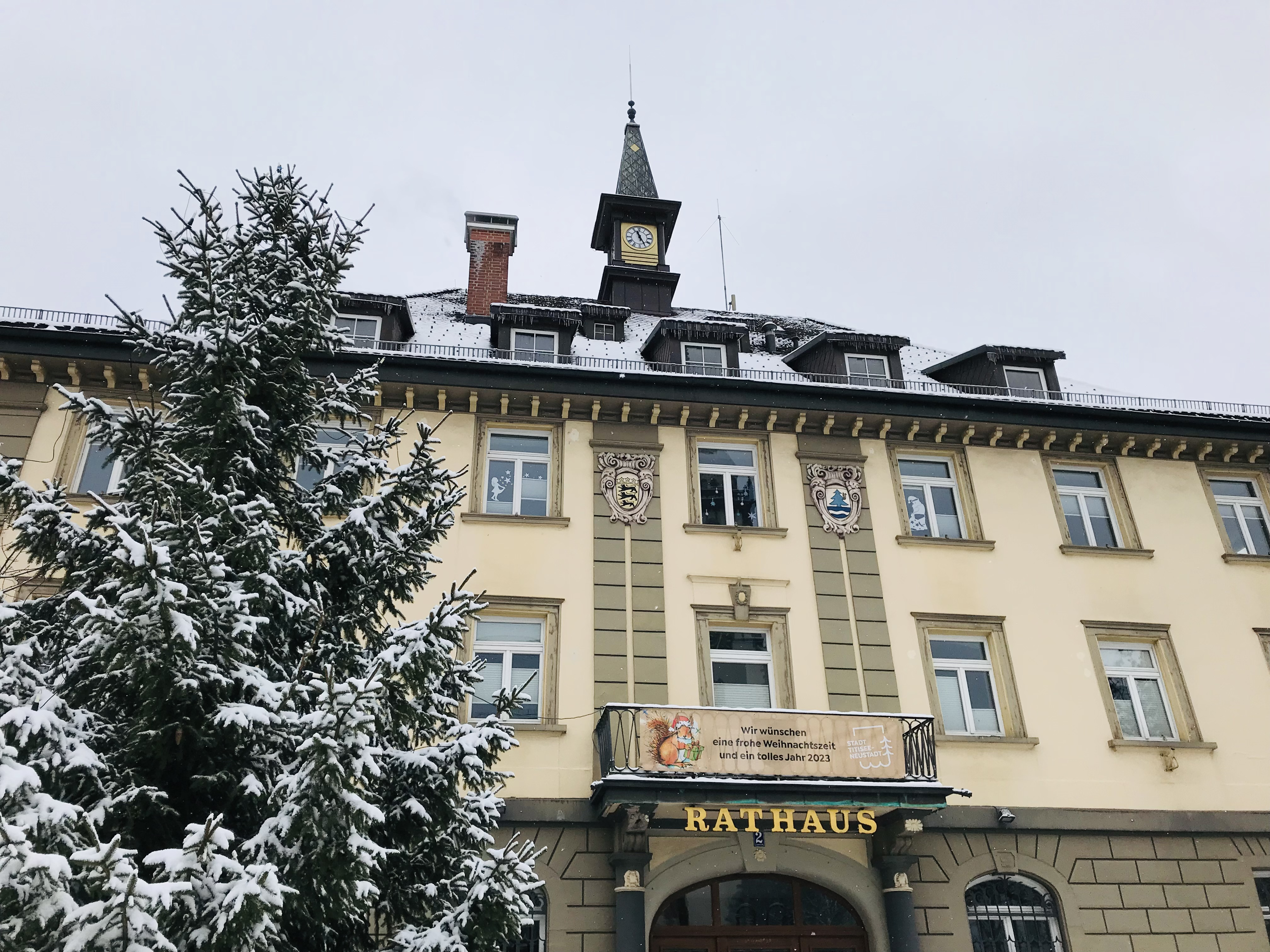
Rathaus Titisee-Neustadt

Die Stadt Neustadt wurde um 1250 wahrscheinlich durch die Fürsten zu Fürstenberg oder deren Vorgänger, die Grafen von Freiburg bzw. die Grafen von Urach oder deren Vasallen, die Herren von Hohenfirst, gegründet. Eine Urkunde über eine Gründung existiert nicht. Eine Burg Hochfirst soll nach der Überlieferung etwa 2000 m westlich von Neustadt auf dem Hochfirst gestanden haben. Nachforschungen erbrachten bisher jedoch keinerlei Belege, auch urkundlich ist eine Burg Hochfirst nicht nachweisbar, wohl aber ein Adelsgeschlecht dieses Namens. Das Gebiet um den Hochfirst, Lenzkirch und die Burg Urach kamen über die Ritter von Blumegg an die Fürstenberger. 1275 wurde die Stadt Nova Civitas bezeichnet, 1294 Neuwenstadt, 1335 Neuwen-statt, 1630 Neostadium und 1650 New-Statt, bevor es später zu Neustadt bzw. Neustadt (Schwarzwald) wurde. Von 1669 bis 1806 besaß Neustadt ein Kapuzinerkloster. 1817 wurden große Teile der Stadt durch einen Großbrand zerstört. Im 18. Jahrhundert entwickelte sich die Uhrmacherei in der Stadt als großer Wirtschaftszweig. 1897 begann man mit dem Bau des heutigen Neustädter Münsters, das heute Wahrzeichen der Stadt ist. Es gab vier Vorgängerbauten. Neustadt kam 1803 an das Kurfürstentum Baden und gehörte zunächst zum Bezirksamt Baden, ab 1863 zum Landeskommissärbezirk Freiburg und wurde 1939 Kreisstadt des Landkreises Neustadt im Schwarzwald, der ab 1956 Landkreis Hochschwarzwald hieß.
Während des Ersten Weltkriegs und kurz danach waren Grundnahrungsmittel knapp. Im Mai 1919 gab es erste Kommunalwahlen mit aktivem und passivem Frauenwahlrecht, was dazu führte, dass sich vier Frauen im Bürgerausschuss fanden. Der 1923 eingesetzte Bürgermeister Karl Pfister († 1993 in Freiburg) schuf und sicherte Arbeitsplätze. Dies gelang ihm durch Darlehen von insgesamt 700.000 Reichsmark, die er durch Verhandlungen mit Großbanken aus den USA, der Schweiz und den Niederlanden erwirkt hatte. Durch weitere Arbeitsbeschaffungsmaßnahmen wie z. B. öffentliche Bauvorhaben um die Zeit der Weltwirtschaftskrise war er in der Lage, die Arbeitslosenquote, die im Deutschen Reich 18 % betrug, in seinem Amtsbereich auf 12 % zu halten.
Es folgte die Herrschaft der NSDAP, die nacheinander die Lokalzeitungen Der Hochwächter (1933) und das Echo vom Hochfirst (1935) für ihre Zwecke missbrauchte und später einstellte. Trotz dieser Einflussnahme lag bei den Wahlen der Stimmenanteil der Partei immer niedriger als in Titisee, wo er ungefähr dem Reichsdurchschnitt entsprach. Trotzdem zog 1933 die NSDAP-Ortsgruppe in das Rathaus ein, besetzte dessen Balkon und statuierte durch Amtsenthebung bzw. Verbringung ins Konzentrationslager Ankenbuck bei Klengen an einigen Personen des öffentlichen Lebens ein Exempel. Blasius Müßle, der damals Bürgermeister geworden war, wurde 1935 durch den späteren Kreisleiter Benedikt Kuner ersetzt.
Am 24. Februar 1945 wurde die damalige, wegen ihrer Unterbringungskapazitäten zum Lazarettort ausgebaute Gemeinde Titisee in drei Wellen von alliierten Luftstreitkräften bombardiert, vor Ort kamen 27 Menschen ums Leben. Davor war die Gemeinde bereits beim ersten gezielten Luftangriff auf den Hochschwarzwald am 30. September 1944 mit acht Toten getroffen worden. Auch die Gemeinde Neustadt wurde verschiedentlich bombardiert, am schwersten am 5. April 1945.

## Räumliche Entwicklung und Geschichte der Stadtteile
Am 1. Juli 1971 wurden die Gemeinden Rudenberg und Titisee nach Neustadt im Schwarzwald eingemeindet und die Stadt Neustadt im Schwarzwald in Titisee-Neustadt umbenannt. Den Namenszusatz im Schwarzwald führte die Stadt seit dem 19. Februar 1963. Am 1. September 1971 wurde Schwärzenbach eingemeindet. Am 1. Januar 1973 erfolgte die Eingemeindung von Waldau. Langenordnach wurde am 1. Januar 1974 eingemeindet.

### Langenordnach
1112 erstmals als Vallis Nordera urkundlich erwähnt.

1529 wurden 16 Häuser genannt; der Ort besaß bereits eine eigene Kapelle.

### Neustadt im Schwarzwald

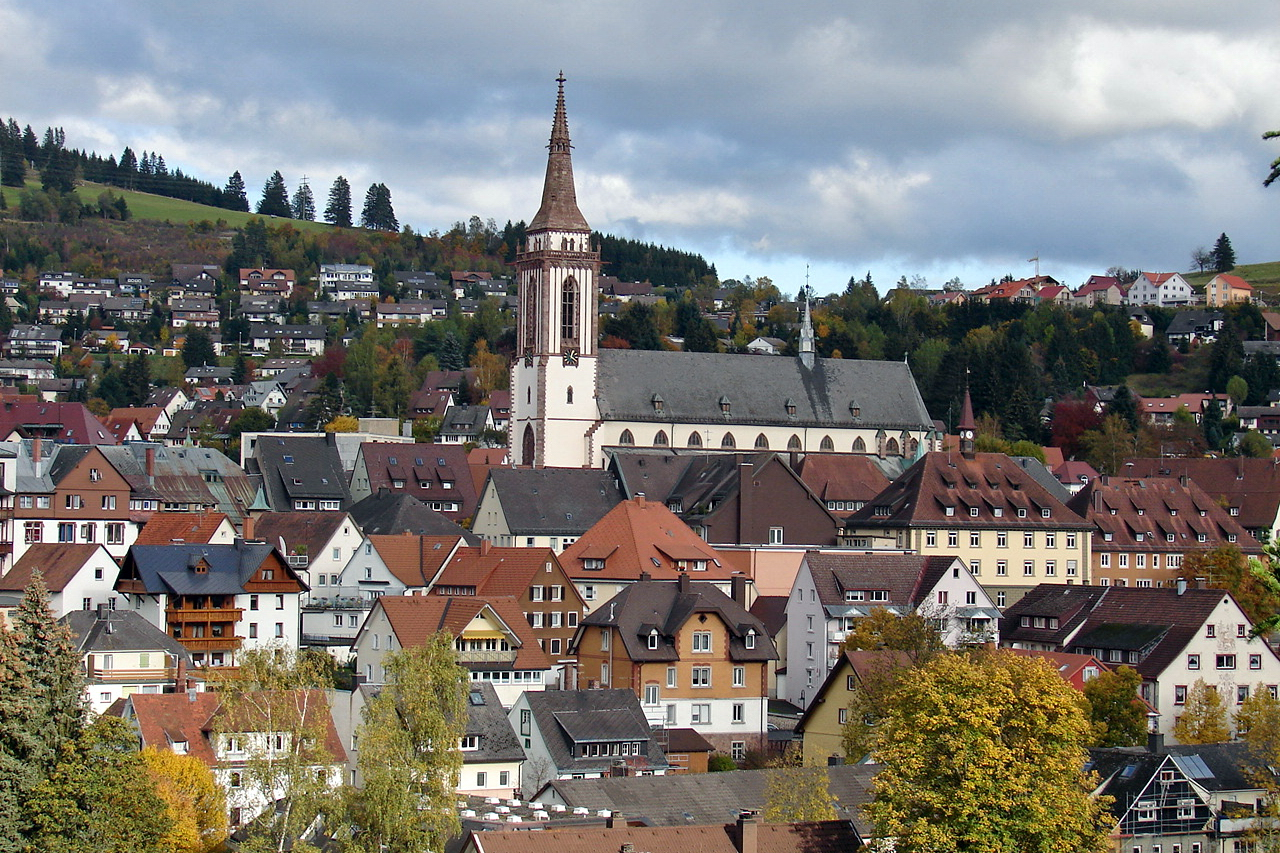
Altstadt von Neustadt mit St.-Jakobus-Münster

1275 erstmals urkundlich erwähnt, Mitte des 13. Jahrhunderts erfolgte die fürstenbergische Stadtgründung auf Friedenweiler Klostergut. Ab 1335 fürstenbergische Zollstätte; 1447 verlieh Graf Heinrich von Fürstenberg die Marktrechte. 1693 und im 19. Jahrhundert wurden große Teile der Stadt durch Brände zerstört.

### Rudenberg
1316 erstmals urkundlich erwähnt.

1529 hatte der Ort bereits „mehrere Hüser“, 1810 wohnten hier 191 Einwohner.

### Schwärzenbach
1316 erstmals urkundlich erwähnt.

1850 hatte Schwärzenbach 427 Einwohner.

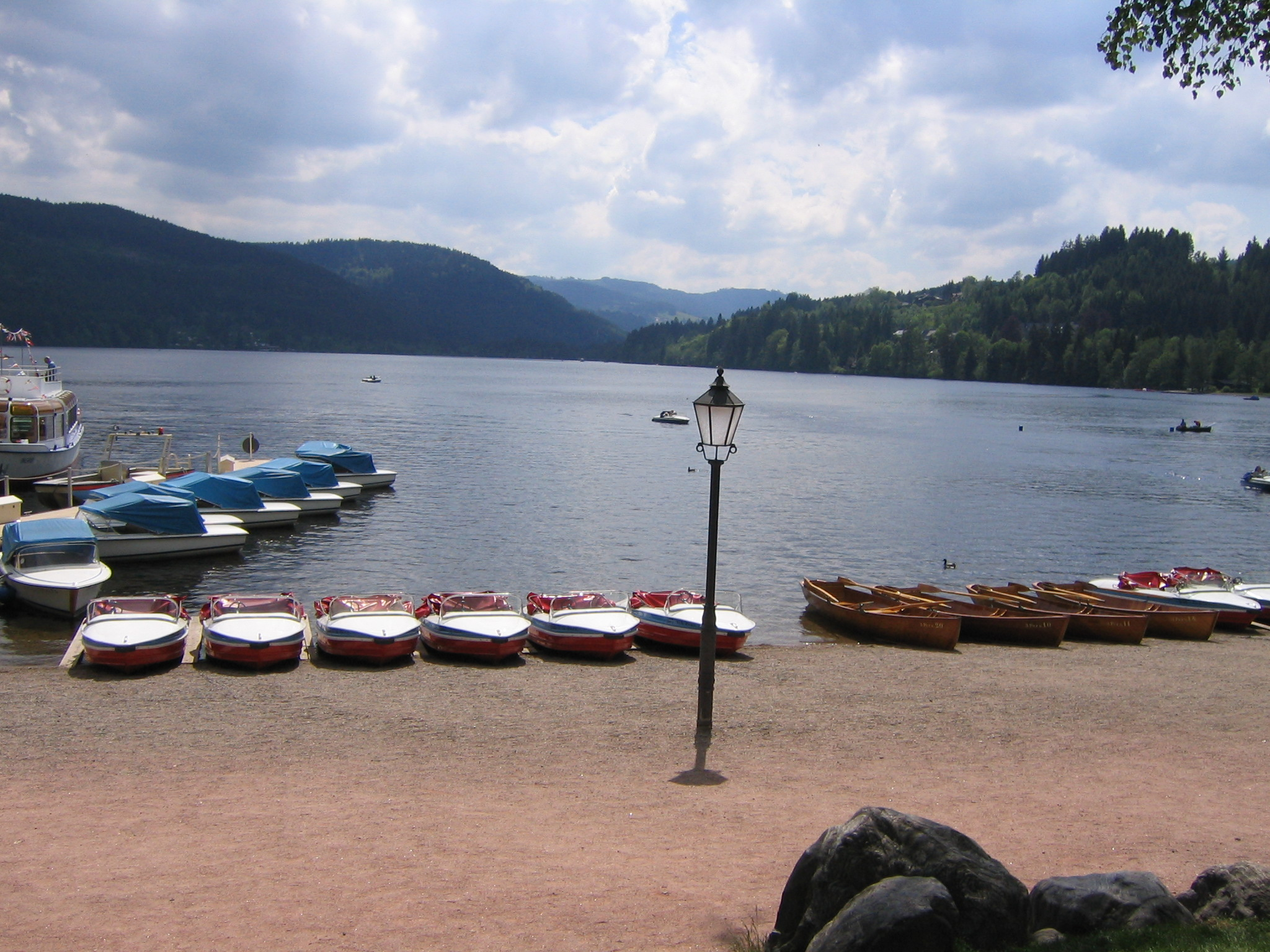
Titisee (Nordufer)

### Titisee
1111 erstmalige urkundliche Erwähnung, 1635 traten die Bezeichnungen Dettesee und Titinsee zum ersten Mal in Urkunden auf. Ab 1750 galt allgemein die Bezeichnung Titisee. Der Ort setzt sich aus vier Ortsteilen bzw. Tälern zusammen: Altenweg, Spriegelsbach, Schildwende und Jostal. Aus diesem Grunde trug die Gemeinde Titisee bis 1. Mai 1929 den Namen Vierthäler bzw. Viertäler.

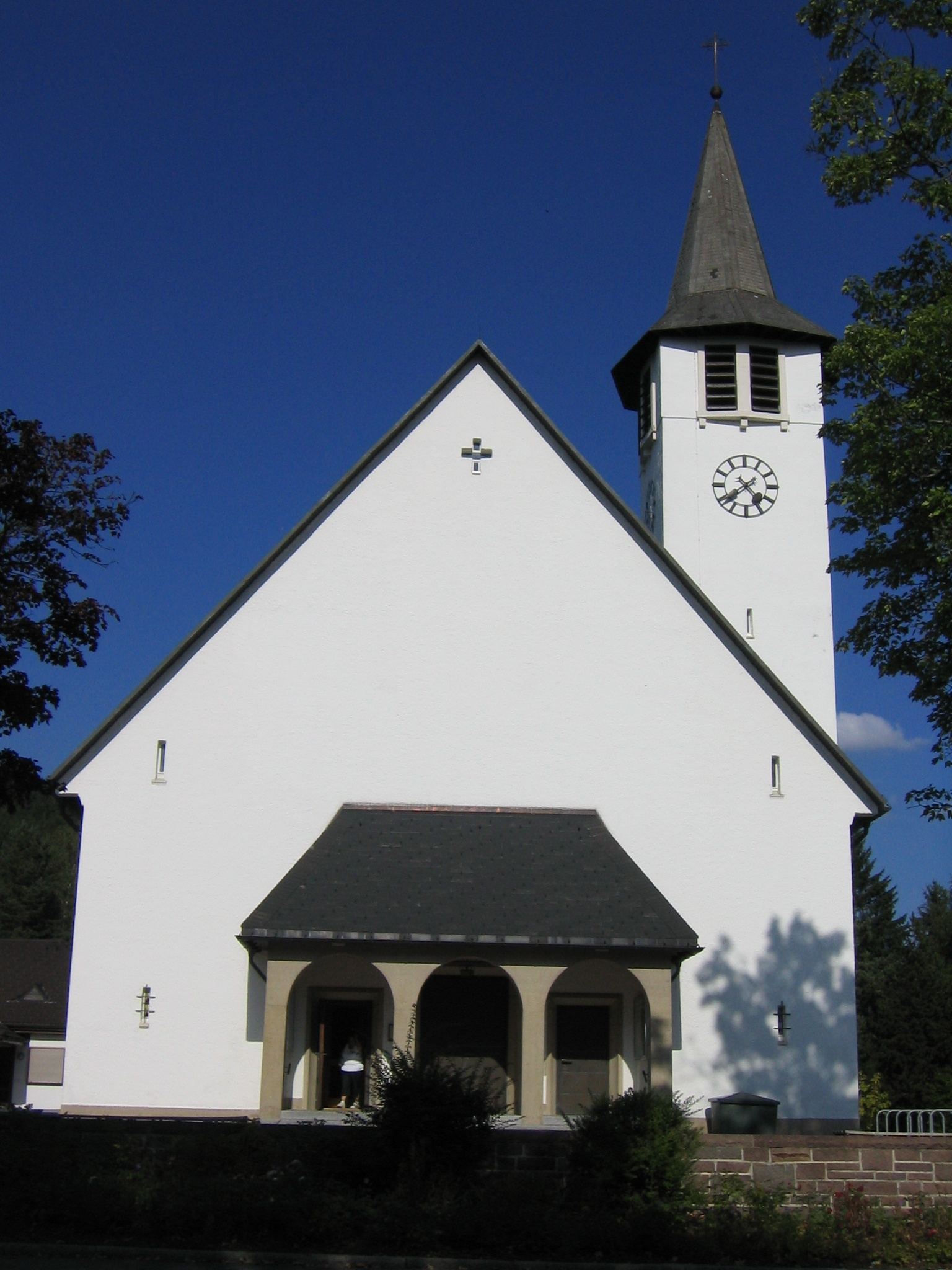
Christkönigskirche Titisee

### Waldau
1111 erstmals genannt, die erste urkundliche Erwähnung erfolgte 1178 in einer päpstlichen Urkunde.

Seit 1807 gibt es eine katholische Pfarrei.

## Religion
Die Gesamtbevölkerung der Stadt verteilt sich wie folgt auf die verschiedenen Konfessionen:
- Römisch-katholische Kirche: 7.567 (63,5 %)
- Evangelische Kirche: 2.306 (19,3 %)
- Sonstige oder Konfessionslose: 2.057 (17,2 %)

## Politik

### Gemeinderat
Die Kommunalwahl am 9. Juni 2024 führte bei einer Wahlbeteiligung von 54,64 % zu folgendem Ergebnis:
| Partei / Liste           | Stimmenanteil | Sitze | +/− |
| ------------------------ | ------------- | ----- | --- |
| CDU                      | 22,1 %        | 6     | − 2 |
| SPD                      | 7,9 %         | 2     | − 2 |
| Grüne                    | 19,5 %        | 5     | – 2 |
| Bürgerliste              | 15,0 %        | 4     | ± 0 |
| Liste Engagierter Bürger | 35,7 %        | 9     | + 3 |

### Bürgermeister
Bürgermeisterwahl 2023
Bei der Bürgermeisterwahl 2023 lag die Wahlbeteiligung bei 41,23 %, von 9485 Wahlberechtigten gaben 3911 ihre Stimme ab, wovon 3834 gültige Stimmen waren. Gerrit Reeker setzte sich bei der Wahl mit 85,86 % gegen drei Mitbewerber durch und trat am 15. Mai 2023 seine achtjährige Amtszeit bis 2031 an.
Übersicht der Bürgermeister und Bürgermeisterinnen von Titisee-Neustadt seit 1971
| Amtszeit  | Name                  |
| --------- | --------------------- |
| 1971–1979 | Hans Gallinger (SPD)  |
| 1979–2003 | Martin Lindler (CDU)  |
| 2003–2019 | Armin Hinterseh (CDU) |
| 2019–2023 | Meike Folkerts (CDU)  |
| seit 2023 | Gerrit Reeker         |

| Neustadt - 1820–1836: Fidel Hirt - 1837–1842: Johann Höhr - 1842–1849: Dominik Ganter - 1849: Mathä Schreiber - 1849: Andreas Vollmer - 1849: Johann Kromer - 1850: Anton Vollmer - 1850–1852: Josef Sorg - 1852–1872: Johann Baptist Fürderer - 1873–1875: Karl Heinrich Ganter - 1875–1879: Johann Bauser - 1879–1883: Karl Klenker - 1883–1894: Conrad Winterhalder - 1894–1905: Anton Brugger - 1905–1914: Adolf Schork - 1914–1923: Adolf Winter - 1923–1933: Karl Pfister - 1933–1935: Blasius Müßle - 1935–1937: Benedikt Kuner - 1937–1945: Albert Hirt - 1945: Emil Scherer - 1945–1946: Adalbert Dengler - 1947–1950: Josef Sahner - 1951–1971: Julius Pfeffer | Langenordnach - 1827–1830: Mayer (Vorname nicht erhalten) - 1830–1832: Martin Fehrenbach - 1832–1838: Mathias Kreuz - 1838–1842: Martin Föhrenbach - 1842–1848: Johann Kaltenbach - 1848–1854: Mathias Kreuz - 1854–1859: Martin Föhrenbach - 1859–1867: Balthasar Mayer - 1867–1877: Josef Föhrenbach - 1877–1889: Martin Kaltenbach - 1890–1896: Martin Kleiser - 1896–1905: Anton Straub - 1905–1921: Martin Kleiser - 1921–1934: Konrad Faller - 1934–1946: Josef Faller - 1946: Alfred Rombach - 1946–1948: Alfons Fehrenbach - 1948–1967: Josef Faller - 1967–1974: Ernst Wursthorn | Viertäler/Titisee - 1822–1831: Georg Willmann - 1831–1837: Jakob Dotter - 1837–1843: Johann Schwörer - 1843–1844: Andreas Ketterer - 1844–1851: Matthä Lickert - 1851: Philipp Tritschler - 1851–1859: Josef Fürderer - 1860–1862: Severin Pfrengle - 1862–1870: Josef Haiß - 1870–1884: Severin Pfrengle - 1884–1891: Alexander Kaltenbach - 1891–1925: Heinrich Bach - 1925–1945: Leo Hog - 1946–1968: Willy Stahl - 1968–1971: Hans Schmider |

### Wappen
Die Blasonierung des Wappens lautet: „In Silber (Weiß) auf blauem Boden, worin ein silberner (weißer) Wellenbalken, eine grüne Tanne, auf deren Zweigen links ein zur Schildmitte blickendes rotes Eichhörnchen sitzt.“

### Städtepartnerschaften
- Coulommiers (Frankreich) – seit 1971
- Leighton-Linslade (Vereinigtes Königreich) – seit 1991
- Titisee-Neustadt ist Mitglied der größten internationalen Städtefreundschaft Arbeitsgemeinschaft Neustadt in Europa, in der sich 36 Städte und Gemeinden mit Namen Neustadt aus Deutschland, Österreich, den Niederlanden, Ungarn, Tschechien, Polen und der Slowakei zusammengeschlossen haben.

## Wirtschaft und Infrastruktur

### Wirtschaft
Zu den in Titisee-Neustadt ansässigen Großunternehmen gehört unter anderem die Lenzkircher Testo AG (Messtechnik, Standort an der B31 bei Titisee) sowie die Papierfabrik Neustadt GmbH der Felix Schoeller Gruppe. In der näheren Umgebung Neustadts liegen weitere Großbetriebe wie Atmos Medizintechnik und Mesa Parts (Drehteile) in Lenzkirch sowie die IMS Gear, Weckermann und Framo Morat (Zahnrad- und Getriebetechnik) in Eisenbach. Mit solchen Unternehmen wird die Tradition der feinmechanischen Produktion im Hochschwarzwald, die einst mit der Uhrenfabrikation begann, fortgesetzt.

### Stromnetz
Die Kommune stritt seit Dezember 2014 vor dem Bundesverfassungsgericht für das Recht, im Rahmen der kommunalen Selbstverwaltung das Stromnetz auf ihrem Gebiet selber betreiben zu können. Der jahrelange Streit um die Vergabe der Stromkonzession wurde 2019 endgültig entschieden, indem die Stadt einen auf 20 Jahre laufenden Konzessionsvertrag mit der Energieversorgung Titisee-Neustadt (EVTN) unterzeichnete. Das im Vergabeverfahren unterlegene Unternehmen Energiedienst, Tochter des drittgrößten deutschen Energieunternehmens EnBW, gab bekannt, auf weitere juristische Schritte gegen diese Entscheidung zu verzichten.

### Ehemalige Unternehmen
Die Uhrenfabrik Winterhalder & Hofmeier bestand von 1850 bis 1933; sie stellte u. a. Stockuhren her.

### Verkehr

#### Öffentlicher Personennahverkehr

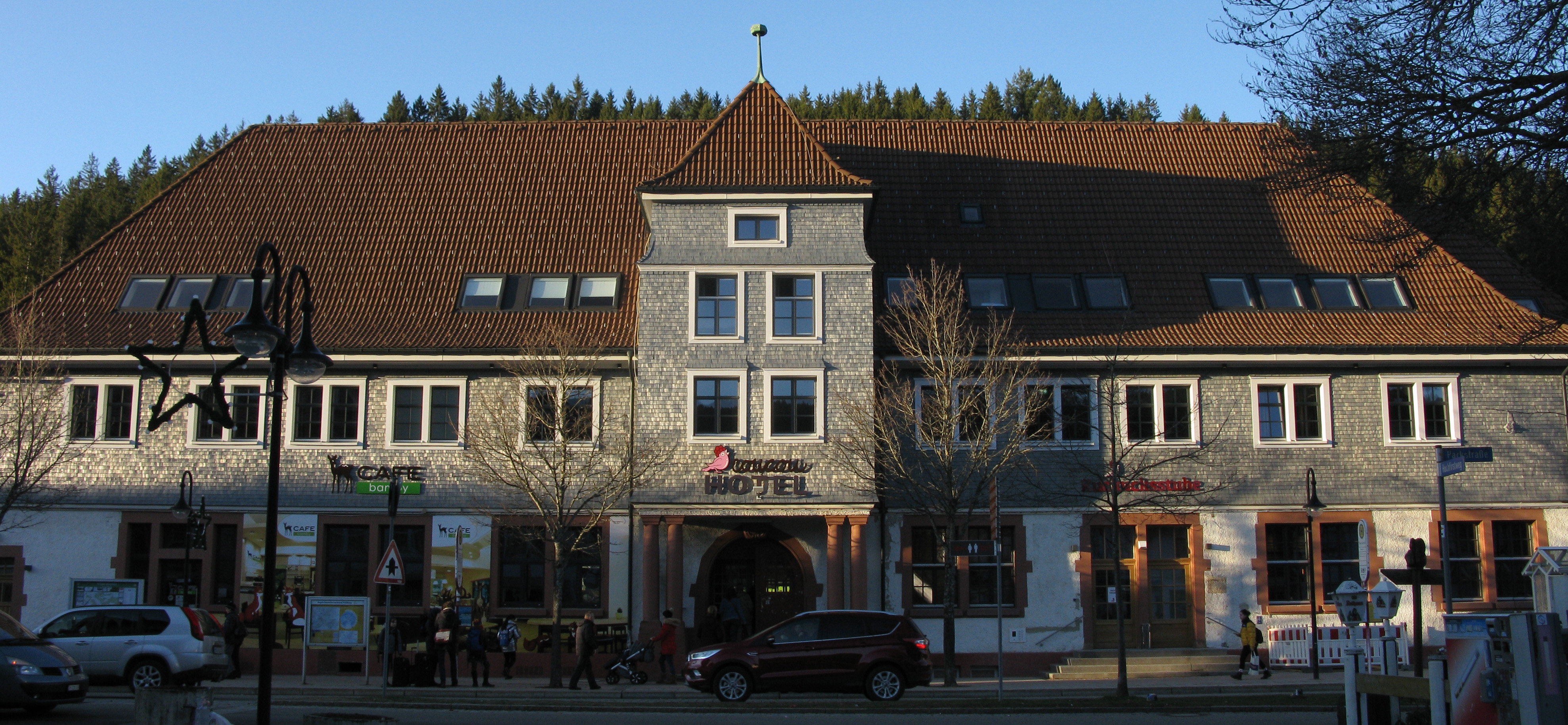
Bahnhof Titisee mit Hotel

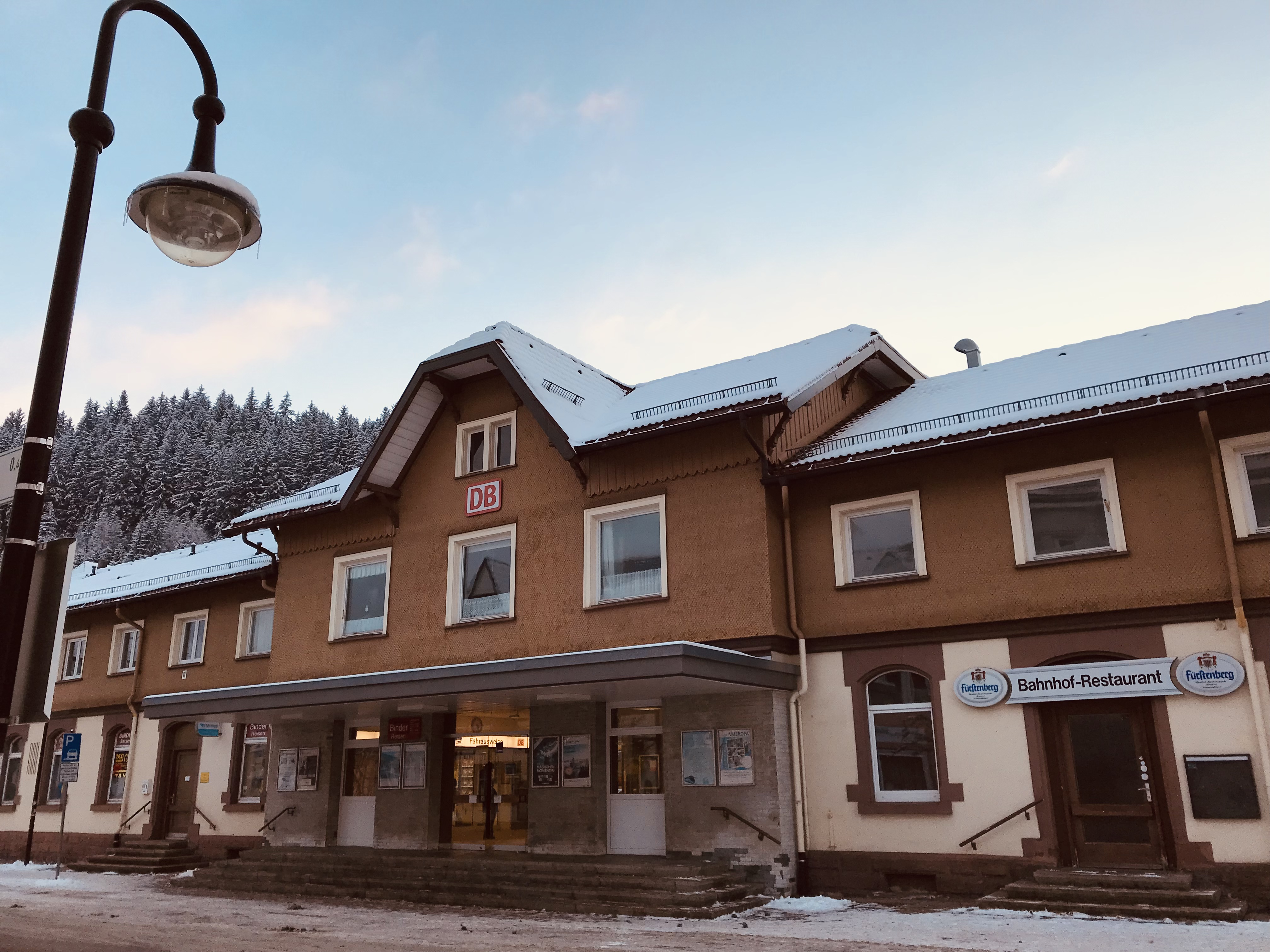
Bahnhof Neustadt (Schwarzwald) mit angeschlossener Gastwirtschaft

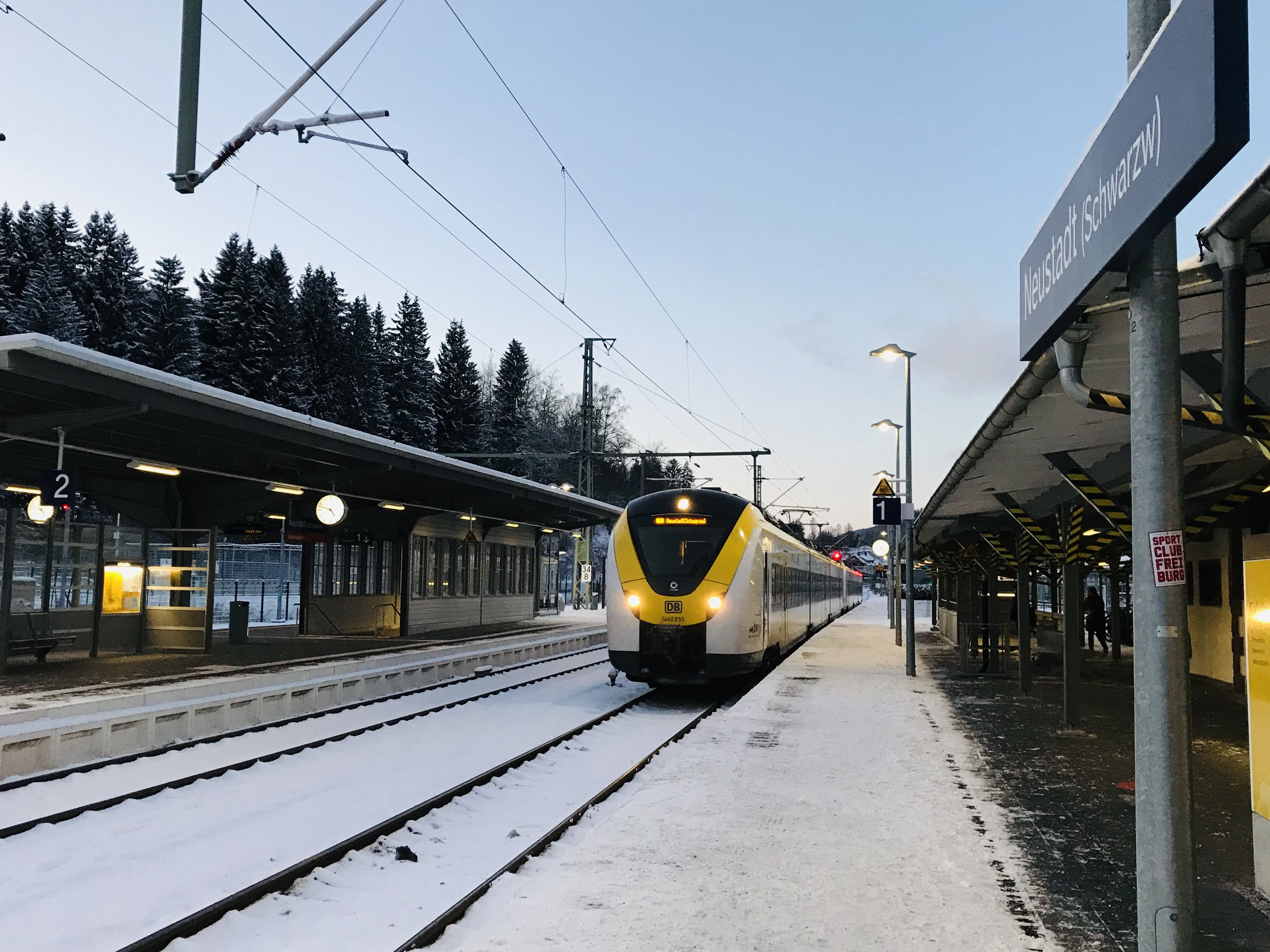
Einfahrende Regionalbahn (Höllentalbahn) im Bahnhof Neustadt (Schwarzwald)

Titisee-Neustadt liegt an der zentralen Bahnlinie Freiburg-Donaueschingen (Höllentalbahn). 1887 wurde die Strecke zwischen Neustadt und Freiburg im Breisgau fertiggestellt, die 1901 ostwärts nach Donaueschingen fortgeführt wurde. Danach wurde der Schienenverkehr im Raum Neustadt und Titisee sukzessive abgebaut. Die Elektrifizierung der Strecke zwischen Neustadt und Freiburg im Jahr 1936 sowie der Wiederaufbau der Ravennabrücke und von zerstörten Bahnhofsgebäuden nach dem Zweiten Weltkrieg (das Neustädter Bahnhofsgebäude wurde um 1950 wiedererrichtet) blieben die einzigen größeren Investitionen in die Strecke. Die Stichstrecke nach Lenzkirch (und zuvor Bonndorf) wurde stillgelegt, mehrere Bahnhöfe und Haltepunkte geschlossen (Hölzlebruck, Kappel-Gutachbrücke, Hirschsprung, Posthalde, Höllsteig) und der Neustädter Güterbahnhof und Lokschuppen demontiert. Planungen zur Begradigung der Strecke nach Donaueschingen oder zum Bau eines zweiten Gleises durch das Höllental werden zunächst nicht weiterverfolgt, obwohl seit Jahrzehnten steigende Fahrgastzahlen zu beobachten sind.
Heute besitzt die Stadt Titisee-Neustadt zwei Bahnhöfe: Die Bahnhöfe Neustadt (Schwarzwald) und Titisee sind halbstündlich durch die Höllentalbahn über Hinterzarten, Himmelreich und Kirchzarten mit Freiburg im Breisgau verbunden. Vom Bahnhof Neustadt gibt es in Gegenrichtung stündlich abwechselnd Direktverbindungen nach Villingen (Schwarzwald) über Donaueschingen. Im Bahnhof Titisee zweigt die Dreiseenbahn nach Seebrugg ab. Seit 2008 gibt es am Bahnhof Neustadt außerdem einen großen Busbahnhof, der die Wälderstadt, neben einigen anderen Zielen innerorts, mit den umliegenden Gemeinden verbindet. Titisee-Neustadt gehört dem Regio-Verkehrsverbund Freiburg an. Es werden außerdem private Fernbuslinien befahren (u. a. nach München oder Friedrichshafen).

#### Radverkehr
Durch eine Alltagsroute aus dem Radnetz Baden-Württemberg sind Titisee und Neustadt über Friedenweiler und an Löffingen vorbei Richtung Donaueschingen verbunden. In der anderen Richtung führt die Route nach Hinterzarten und theoretisch über Kirchzarten nach Freiburg. Die Strecke zwischen Hinterzarten und Kirchzarten wird aber erst in der Zukunft ("Zielnetz") alltagstauglich gebaut. Die heutige Strecke hat eher touristischen Charakter, da von Kirchzarten her anstelle des eigentlichen Höhenunterschieds von gut 500 m Höhe über 800 m zu überwinden sind. Der Bau eines Radweges entlang der B 31 zwischen Falkensteig und Oberhöllsteig ist im Rahmen des Bedarfsplanes des Landes Baden-Württemberg in den vordringlichen Bedarf eingestuft.
Durch Titisee-Neustadt verlaufen die folgenden Landes-Radfernwege: 
- Der Südschwarzwald-Radweg führt als Rundweg von Hinterzarten über Waldshut-Tiengen, Basel und Freiburg rund um den Naturpark Südschwarzwald. Ab Hinterzarten führt die Route nach Titisee-Neustadt und auf dem Bähnle-Radweg[22] über Lenzkirch nach Bonndorf im Schwarzwald. Bei Beginn in Hinterzarten führt der Südschwarzwaldradweg bis Freiburg fast durchgehend bergab.
- Der Schwarzwald-Panorama-Radweg führt von Pforzheim, Freudenstadt, Schramberg (Stadtteil Sulgen), Villingen und Bräunlingen nach Titisee-Neustadt, auf dem Bähnle-Radweg über Lenzkirch nach Bonndorf und schließlich weiter nach Waldshut-Tiengen.

Weitere Radwege und Routen:
- Der Radweg der Grünen Straße führt von Neustadt über Titisee und Hinterzarten nach Contrexéville im Elsass.
- Der Dreiseenradweg mit Beginn in Oberried führt von Hinterzarten über den Titisee zum Windgfällweiher und zum Schluchsee.
- Der Schwarzwaldradweg von Karlsruhe nach Lörrach verbindet Furtwangen über Kaltenherberg, den Ortsteil Schwärzenbach und die Nachbargemeinde Friedenweiler mit Neustadt und führt weiter nach Saig und Richtung Feldberg.
- Der Schwarzwald-Bike-Crossing von Pforzheim nach Bad Säckingen führt von Breitnau über Heiligenbrunnen und Hinterzarten nach Titisee und weiter in Richtung Feldberg.

Der Bau eines Radweges entlang der L 128 durch das Jostal bis zur B 500 und weiter entlang der B 500 nach Kaltenherberg am Ortsteil Waldau vorbei wird vom Land Baden-Württemberg im weiteren Bedarf geführt.

#### Straßenverkehr

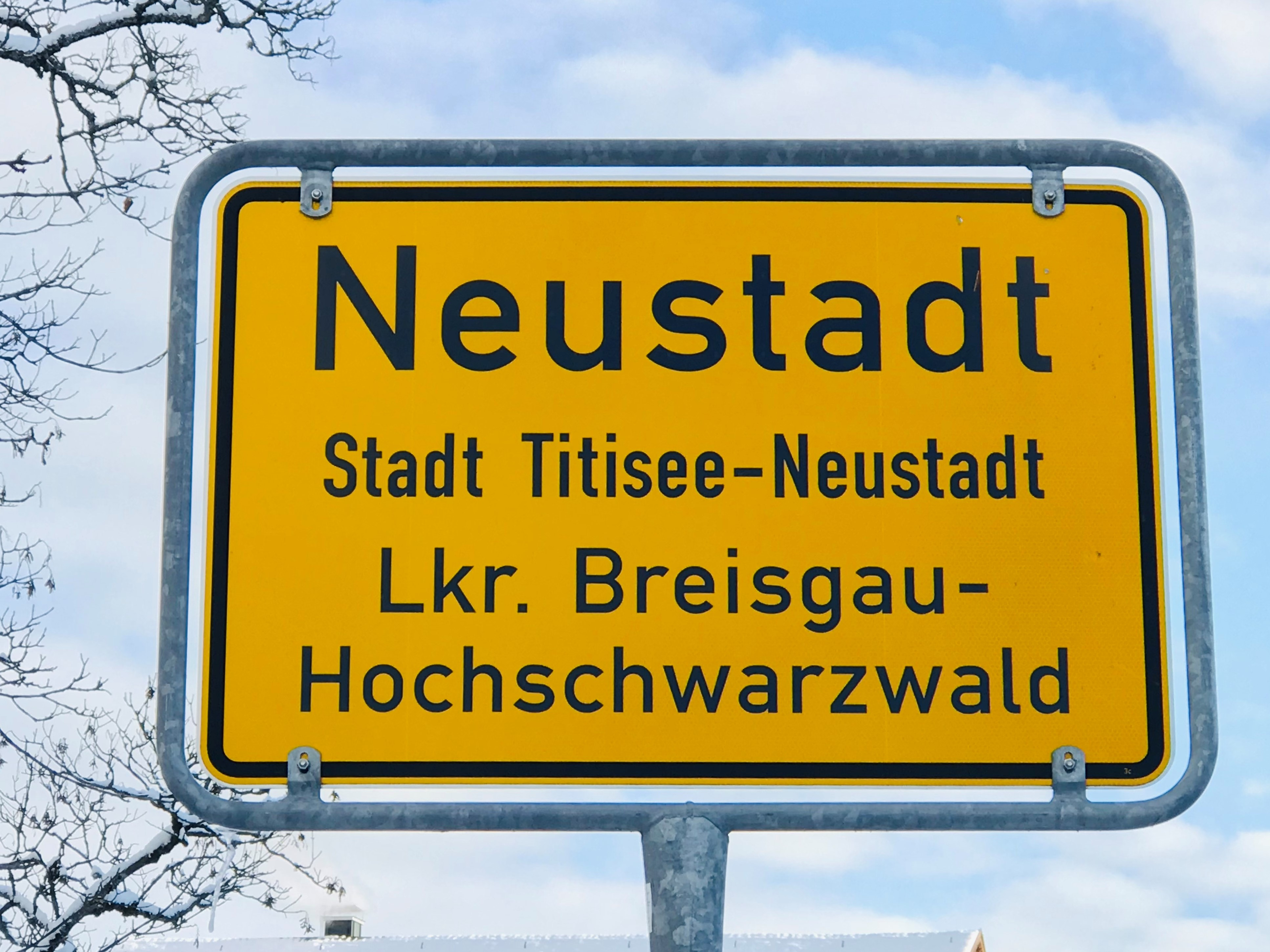
Neustädter Ortseingangsschild

Hauptverkehrsachse der Stadt Titisee-Neustadt ist die Höllental-Baar-Verbindung mit der Bundesstraße 31 (Breisach–Lindau), die die Stadt mit den beiden Nord-Süd-Bundesautobahnen 5 und 81 verbindet. Bis 1981 verlief die B 31 durch den Neustädter Ortskern, wobei bereits Ende der 1930er Jahre über eine Umgehung von Neustadt diskutiert wurde. Im August 1963 stellte der Gemeinderat die Weichen für eine Umgehung auf der südlichen Talseite entlang der Nordhangseite des Hochfirstes, die jedoch erst 1981 für den Verkehr freigegeben werden konnte. So hatten aufwändige Brückenbauten – etwa die Errichtung der 790 Meter langen und 96 Meter hohen Gutachtalbrücke – zu erheblichen Verzögerungen des Projektes geführt. Bis heute ist die B 31-Umgehungsstraße ein kommunalpolitisches Thema, wobei sich die gegenwärtigen Diskussion auf ihren drei- oder vierspurigen Ausbau bezieht.
Auf dem Ortsgebiet zweigt von der B 31 die B 317 nach Weil am Rhein ab. Die zunächst mit der B 31 und danach der B 317 jeweils für ein Stück auf derselben Trasse verlaufende B 500 führt ebenfalls durch Titisee-Neustadt. Außerdem beginnt die Bundesstraße 315 zum deutsch-schweizerischen Grenzübergang zwischen Stühlingen und Schleitheim an der B 317 südlich des Titisees.

#### Flugverkehr
Die nächsten Flughäfen sind:
- Flughafen Basel Mulhouse Freiburg (90 km)
- Flughafen Zürich (90 km)
- Flughafen Friedrichshafen (125 km)
- Flughafen Karlsruhe/Baden-Baden (130 km)
- Flughafen Stuttgart (150 km)

### Krankenhaus
Das Krankenhaus Titisee-Neustadt ist heute Teil der Helios Kliniken und ein Akademisches Lehrkrankenhaus der Universitätsklinik Freiburg und verfügt über eine eigene Krankenpflegeschule. Diese ist Bildungszentrum für weitere Kliniken in der Region, es erfolgt die Ausbildung in der Gesundheits- und Krankenpflege.

### Gerichte
Titisee-Neustadt verfügt über das Amtsgericht Titisee-Neustadt, welches zum Landgerichtsbezirk Freiburg sowie zum OLG-Bezirk Karlsruhe gehört und das höchstgelegene Amtsgericht in Deutschland ist.

### Medien und Mediengeschichte

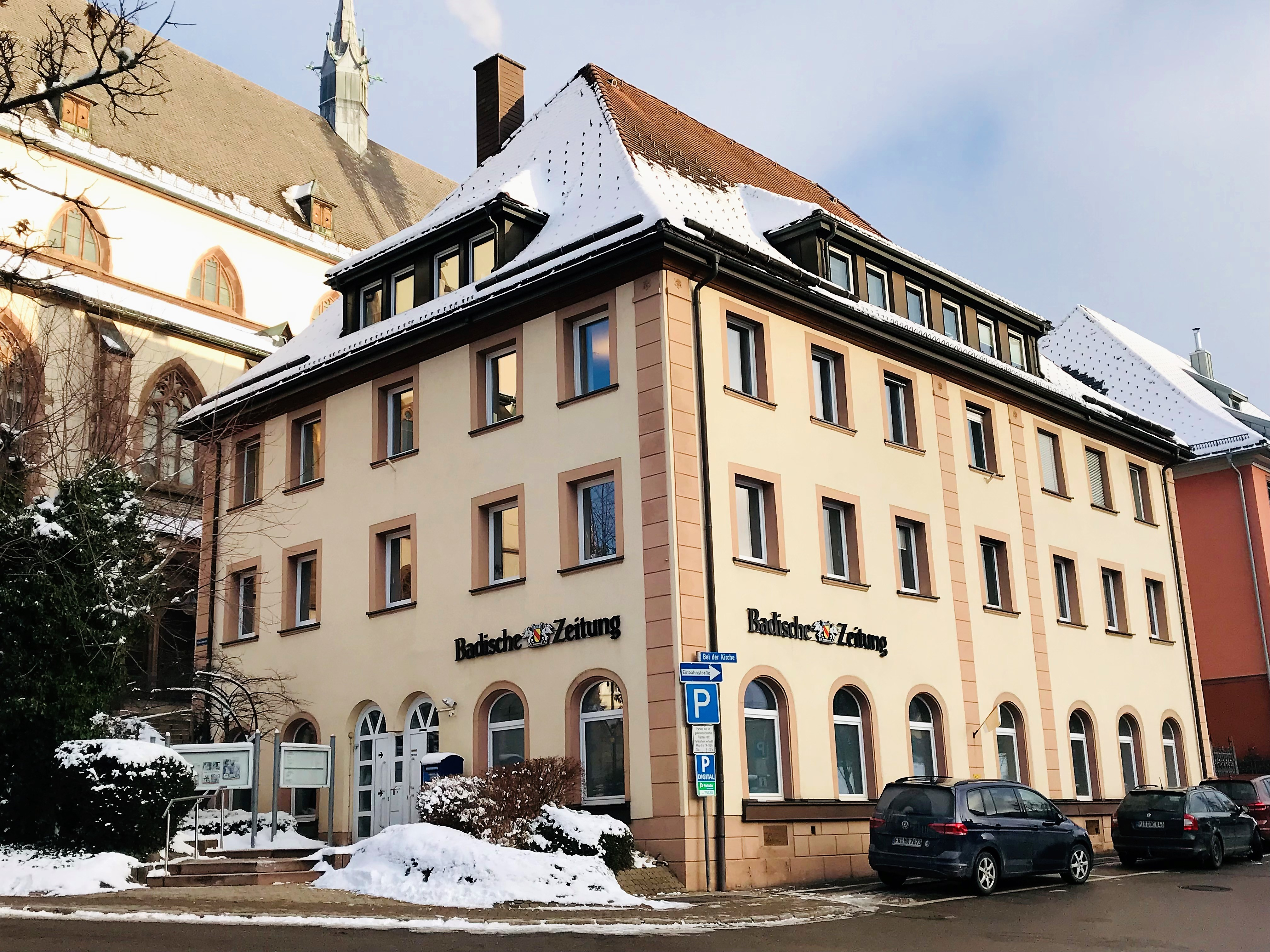
Hochschwarzwald-Redaktion der Badischen Zeitung in Neustadt

Für das Stadtgebiet von Titisee-Neustadt existieren zwei regionale Tageszeitungen: Die Lokalausgabe „Hochschwarzwald“ der Badischen Zeitung mit Hauptsitz in Freiburg im Breisgau (Standort der Lokalredaktion ist Neustadt) und eine Regionalausgabe des Schwarzwälder Boten aus Oberndorf am Neckar. Daneben existiert seit 2019 das einmal im Monat erscheinende Wald-Blatt als „Nachrichtenblatt für Titisee-Neustadt und Umgebung“.
1841 hatte der Neustädter Sprachlehrer und Verleger Heinrich Bauer das Verkündigungsblatt für die Stadt- und Landgemeinden des Schwarzwaldes (später Schwarzwälder Verkündigungsblatt für die Großherzoglichen Ämter Neustadt und St. Blasien) gegründet mit dem Ziel, „Privat- und öffentliche Bekanntmachungen wie Versteigerungen, Kapitaldarlehen, Ganzedikten (Zwangsversteigerungen), Mundtodterklärungen [...] und die amtlichen Gewerbeverfügungen“ zu zirkulieren. Politische Nachrichten waren in dem Blatt ausgenommen. Dennoch erlangte Bauers Zeitung mit der Unterstützung des Neustädter Bezirksamtsleiters Matthäus Martin hohe Popularität und gesellschaftliche Breitenwirkung. Mit der Beilage Schwarzwälder Gewerbelatt war sie zudem das zentrale Informationsmedium der Schwarzwälder Uhrmacher und -händler. Im Zuge der Revolution von 1848/49 positionierte Bauer sein Blatt auf der Seite derjenigen, die die adligen Vorrechte abschaffen wollten. Damit gab er seine zumindest vorgeblich unpolitische Haltung auf und verstimmte damit die Zensurbehörden der Badischen Regierung, die ihm 1850 die Lizenz entzogen und an seinen langjährigen Konkurrenten, die Hofdruckerei Willibald aus Donaueschingen, verkauften. Ab Januar 1850 verlegte Hofdrucker Willibald die in Neustädter Verkündigungsblatt umbenannte Zeitung.

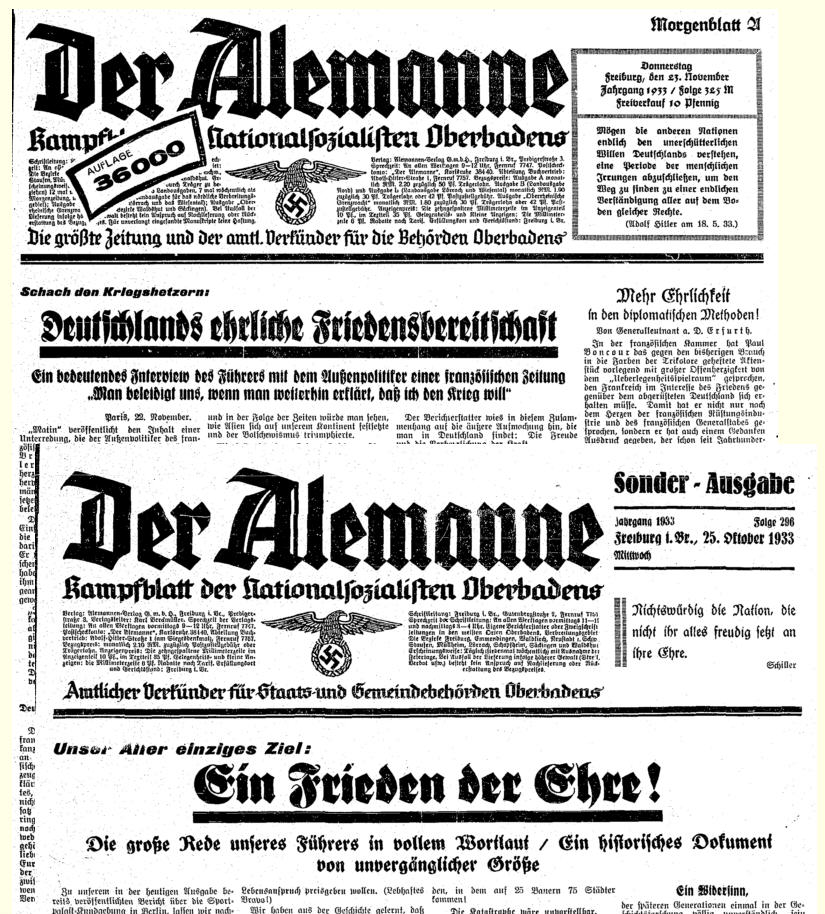
Titelseiten des Alemannen

Im April 1870 gründete der Neustädter Verleger und Drucker Paul Streble den Hochwächter als erste politische Tageszeitung. Als zweite Tageszeitung folgte 1899/1900 das vom Verleger und Buchdrucker Raphael Hogg in Neustadt gegründete Echo vom Hochfirst. Mit der Auswandung Hoggs nach Kanada wurden Verlag und Druckerei des Echos an Albert Pfefferle und später an Josef Steinhart verkauft, der sie zu einem größeren Unternehmen ausbaute.

Nach der Machtübernahme Hitlers im Januar 1933 passten sich beide Neustädter Zeitungen sukzessive der NS-Bewegung an. Vor allem der Hochwächter fiel durch zunehmende Regimenähe auf. So berichtete der Neustädter Arzt Wilhelm Stahl bereits im Februar 1933 seinem Sohn, dass "das Blatt in letzter Zeit farblos und geradezu um die Gunst der Hitlerianer werbend" in Erscheinung getreten sei. Nach den Reichstagswahlen von 1933 geriet das Blatt mit der Übernahme der Schriftleitung durch den NSDAP-Propagandaleiter Rudolf Steimer und der Übergabe der Verlagsleitung an Ernst Glöckler (ebenfalls Mitglied der NSDAP) vollends auf Parteikurs. Am 22. Dezember 1933 verkündete die Zeitung dies auch öffentlich:
„Mit der vorliegenden Ausgabe erscheint der 'Hochwächter' in neuer Aufmachung, und auch der Kopf wird in den nächsten Tagen ein anderes Gesicht zeigen. [...] Der liberale Geist ist endgültig begraben, der 'Hochwächter' kennt nur eine Aufgabe, restlose Hingabe für die Idee unseres Führers Adolf Hitler."
– DER HOCHWÄCHTER, AUSG. v. 22. DEZEMBER 1933
Im Frühjahr 1934 wurde der Hochwächter schließlich die offizielle NSDAP-Zeitung für den Hochschwarzwald und amtliches Nachrichtenblatt der NSDAP. Bürgermeister Blasius Müßle verbot daraufhin der Stadtverwaltung die Weitergabe von amtlichen Nachrichten an das Konkurrenzblatt Echo vom Hochfirst, das im Dezember 1935 ihr Erscheinen einstellte. Ab dem 1. Januar 1936 erschien in Neustadt nur noch der Hochwächter als Bezirkskopfblatt des NS-Regionalzeitung Der Alemanne. Ende 1936 ging der Hochwächter voll in der „Ost-West-Ausgabe“ (für die Kreise Neustadt und Müllheim) des Alemannen auf, der bis 1945 unter dem Kopf „Aus dem Kreis Neustadt“ über das Lokalgeschehen berichtete.
Nach 1945 existierte zunächst keine Regionalzeitung in Neustadt. Die Militärregierung ließ jedoch bei der Druckerei Steinhart zweisprachige Informations drucken. Als erste Nachkriegszeitung im Hochschwarzwald wurde 1946 das sozialdemokratische Blatt Das Volk gegründet. Dominiert wurde die Zeitungslandschaft im Raum Titisee-Neustadt aber bald von der Badischen Zeitung aus Freiburg, die seit 1948 in Neustadt eine eigene Lokalredaktion unterhält. Ende der 1960er Jahre eröffnete der Schwarzwälder Bote eine Lokalredaktion auf dem Hirschenbuckel in Neustadt; Anfang der 1970er Jahre folgte auch eine Lokalredaktion des Südkurier, die aber bereits in den 1990ern wieder aufgegeben wurde und auf das Anzeigenblatt Hochschwarzwald-Kurier beschränkt wurde.

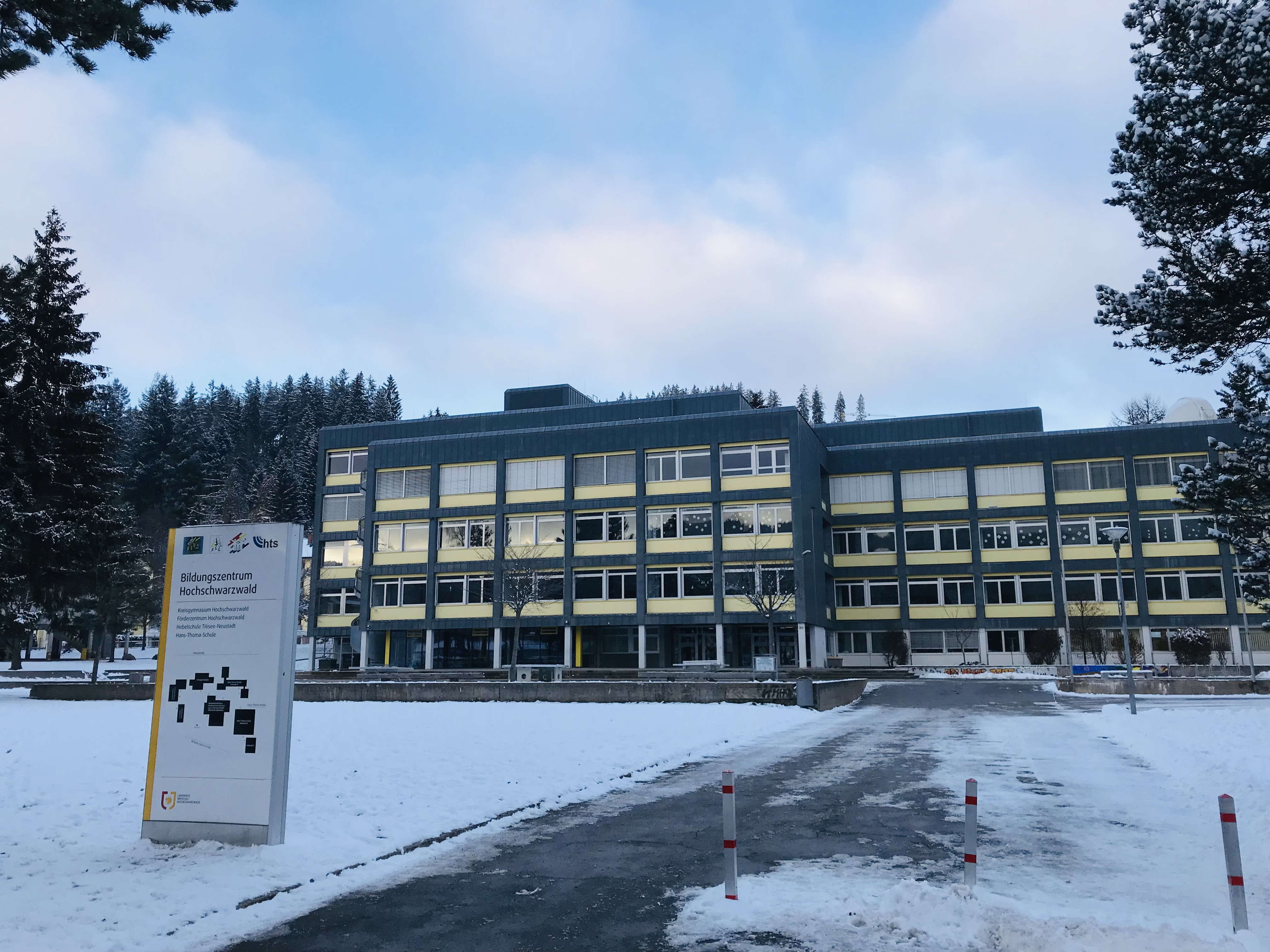
Bildungszentrum Hochschwarzwald in Neustadt mit Kreisgymnasium Hochschwarzwald

### Bildungseinrichtungen
- drei Grundschulen
- eine Grund-, Haupt- und Werkrealschule
- eine Förderschule
- eine Realschule
- vier Gymnasien (Technisches Gymnasium, Sozial- und Gesundheitswissenschaftliches Gymnasium, Wirtschaftsgymnasium, Allgemeinbildendes Gymnasium)
- eine Kaufmännische Schule
- eine Musikschule
- eine Volkshochschule
- eine städtische Mediathek

### Freizeit- und Sportanlagen

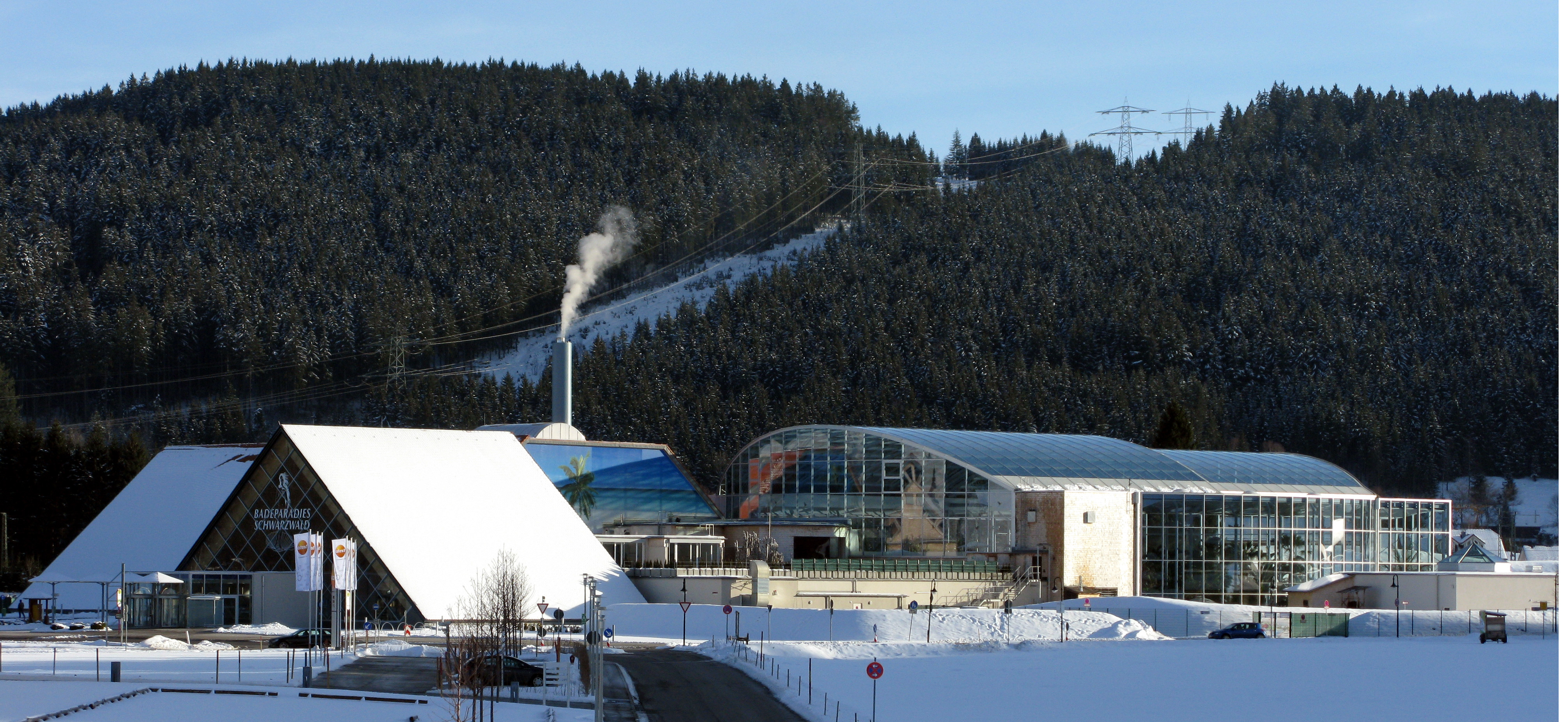
Badeparadies Schwarzwald in Titisee

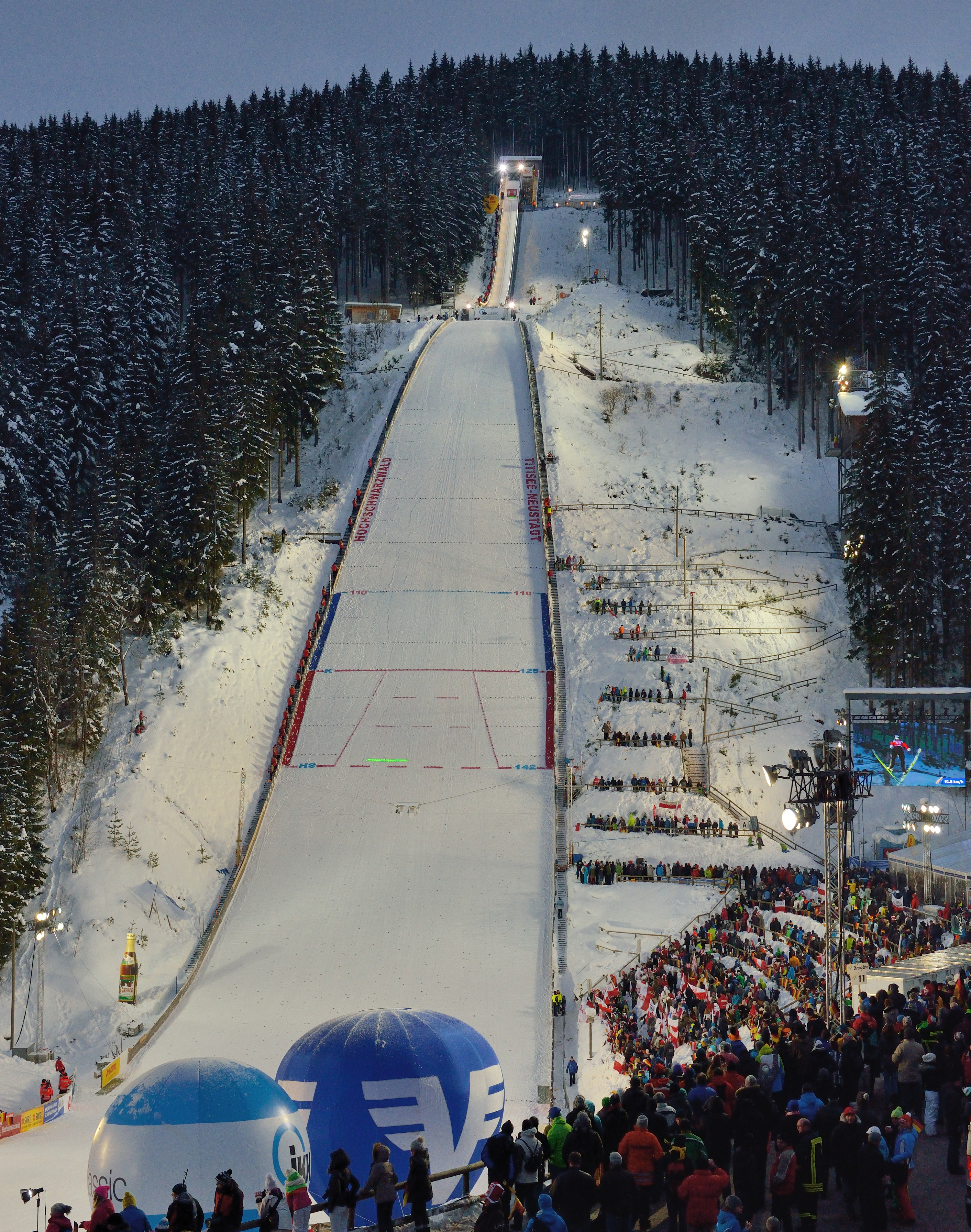
Die Sprungschanze Hochfirstschanze

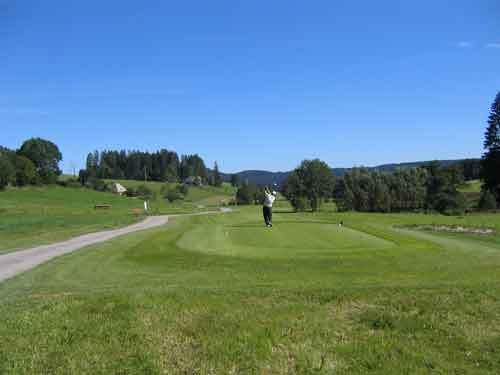
Abschlag Bahn 8 Golfclub Hochschwarzwald

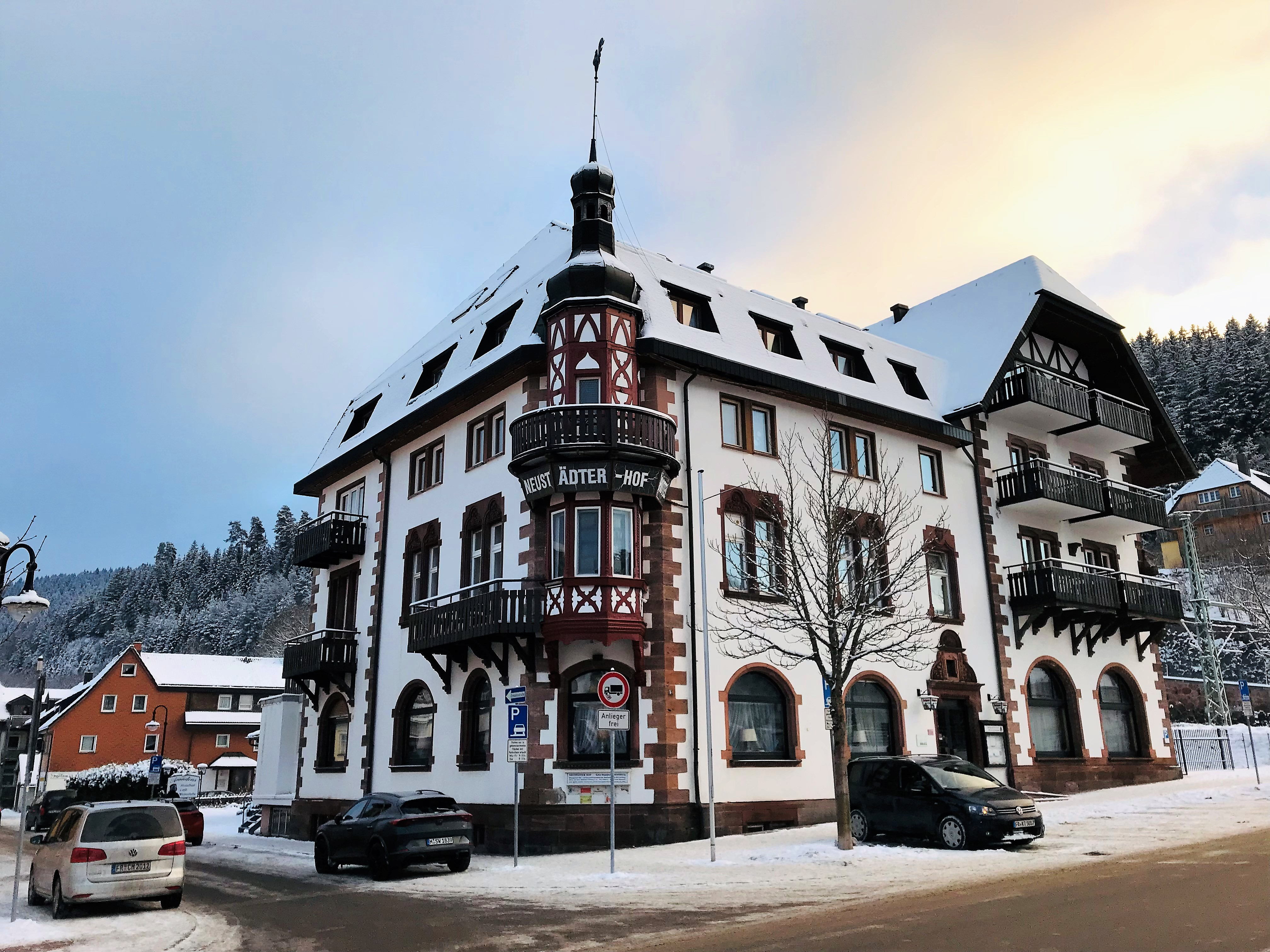
Der Neustädter Hof (2022)

- Hochfirstschanze, Skisprungschanze, 2001 fand das erste Weltcupspringen statt.
- Jahn-Stadion (Leichtathletik und Fußball)
- Golfanlage Hochschwarzwald, betrieben vom Golfclub Hochschwarzwald e. V.
- Adventure-Minigolfanlage in der Fußgängerzone in Titisee
- Freibad Neustadt
- Strandbad Titisee
- Action Forest Kletterwald
- Badeparadies Schwarzwald
- Trimm-Dich-Pfad
- Skilift Schwärzenbach
- Schneeberglifte Waldau
- Sport- und Mehrzweckhallen

### Tourismus
Der Titisee wird häufig von Tagestouristen besucht, die insbesondere im Ort Titisee am Ufer und im verkehrsberuhigten Bereich flanieren und konsumieren. In den Sommermonaten ist dies ortsbildprägend.
- Campingplätze: Sandbank, Weiherhof, Bankenhof, Bühlhof
- eine Jugendherberge im Ortsteil Rudenberg sowie die Jugendherberge Veltishof am Titisee, die sich aber auf Hinterzartener Gemarkung befindet
- Ferienwohnungen, Hotels, Wellness, Gaststätten
- Fahrgastschiffe auf dem Titisee, auf der Ingrid und der Carola

### Klimaschutz
Die Stadt hat 2022 ein Klimaschutzkonzept erstellt. Das im Rahmen der Nationalen Klimaschutzinitiative geförderte Konzept umfasst neben einer Energie- und Treibhausgasbilanz auch eine Potenzialanalyse, einen Maßnahmenkatalog sowie ein Controlling-Konzept. Zielsetzung der Stadt ist eine Reduktion ihrer THG-Emissionen bis 2030 um mindestens 65 % im Vergleich zum Jahr 1990. „Das bedeutet, dass, mit 2019 als Referenzjahr, noch 57 % der THG-Emissionen reduziert werden müssen. 57 % der THG-Emissionen sind rund 82.800 Tonnen CO2. Bis zum Jahr 2040 soll eine Netto-Treibhausgasneutralität erreicht sein.“ Der Gemeinderat hat am 7. Februar 2023 die Umsetzung des Konzepts beschlossen.

## Kultur und Sehenswürdigkeiten

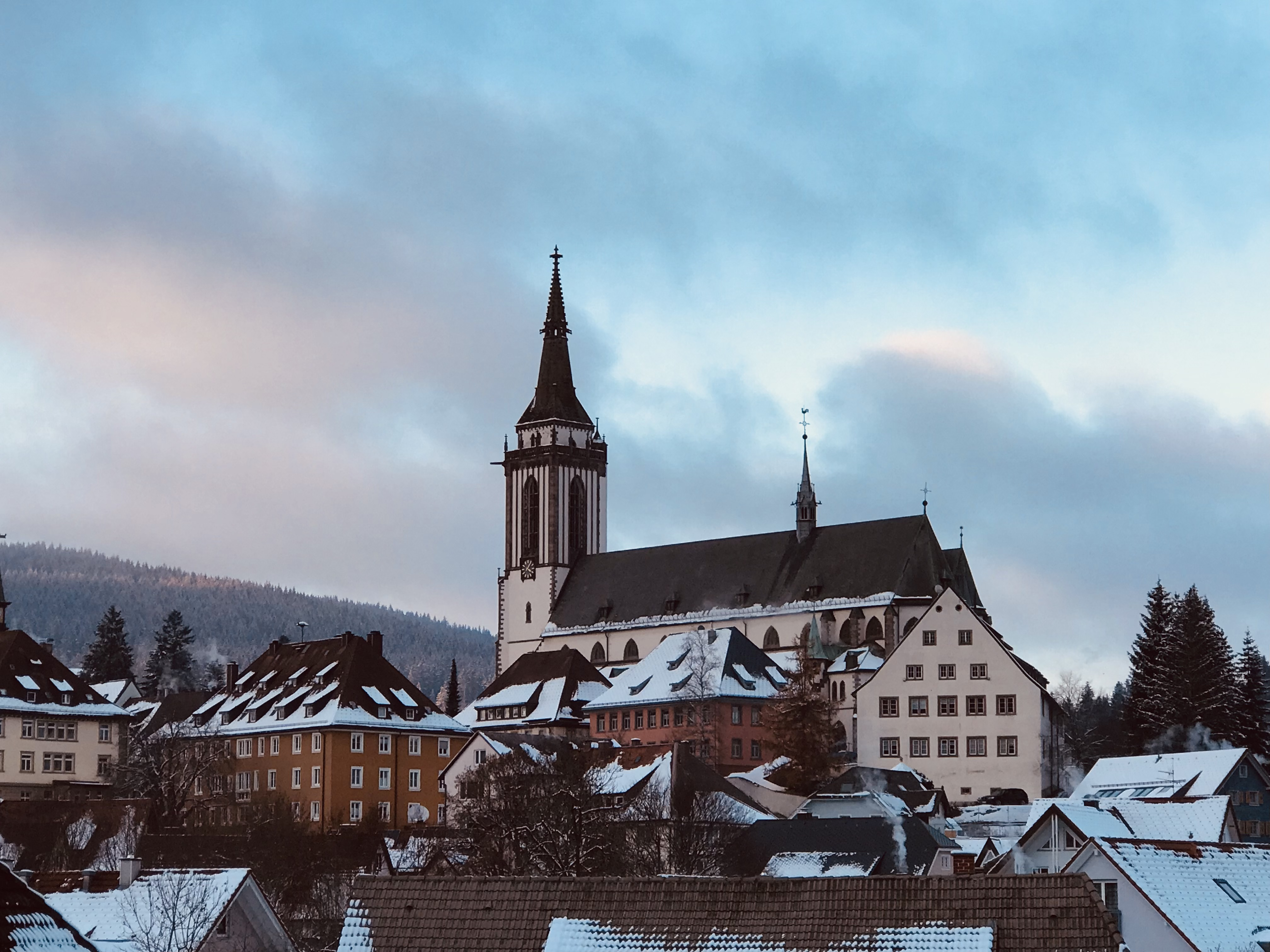
St.-Jakobus-Münster Neustadt

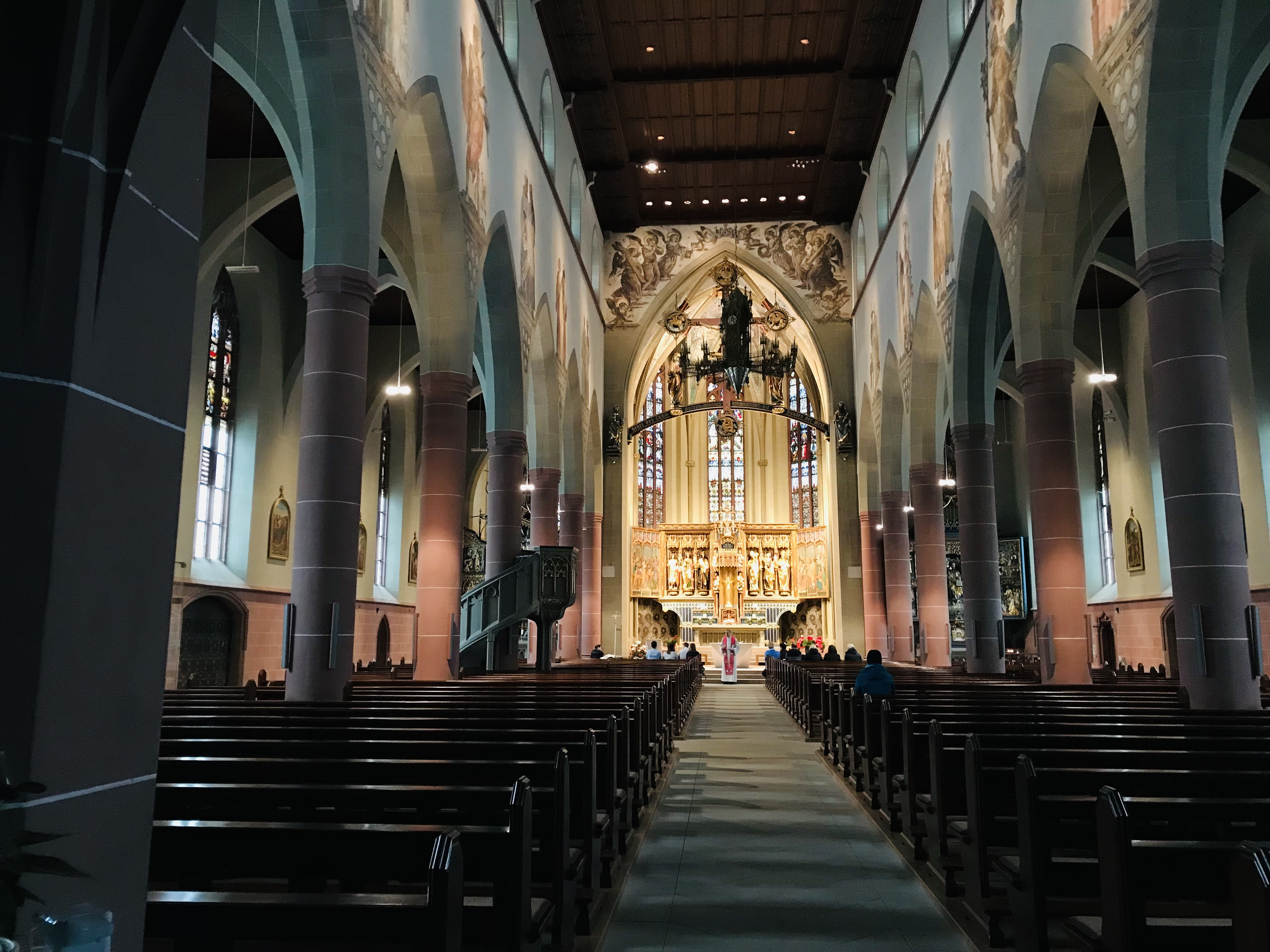
Innenraum des Neustädter Münsters

### Museen
Titisee-Neustadt liegt an der Deutschen Uhrenstraße. Im Stadtteil Neustadt befinden sich die Neustädter Heimatstuben, im Stadtteil Titisee liegt das M-A-C Märklin Museum.
Die „Neustädter Heimatstuben“ bergen eine einzigartige Sammlung kunsthistorischer Kostbarkeiten aus Stadt und Umgebung. Geräte, Urkunden und Bilder machen die Geschichte der alten „Nuwenstatt“ und Umgebung lebendig. Eine vollständig eingerichtete Uhrmacherwerkstätte führt zu den Anfängen der Schwarzwälder Uhrmacherkunst; originelle Uhren zeugen von Erfindergeist, Tüftelei und Einfallsreichtum. Die Schwarzwaldküche enthält Geräte und Mobiliar aus dem Reich der Schwarzwaldbäuerin. Weitere Stuben zeigen Trachten, Bilder einheimischer Künstler und Literatur zur Geschichte und Volkskunde des Schwarzwaldes.

### Bauwerke
- Im Stadtteil Neustadt liegt das für das Stadtbild prägende Neustädter Münster.
- Nahe dem Bahnhof befindet sich zudem der Neustädter Hof, ein denkmalgeschütztes Hotel, das 1899 von der Waldkircher Brauerei Krumm und Reiner erbaut und am 7. April 1900 vom ersten Pächter Benedikt Pfeiffer eröffnet wurde.[38] Die architektonischen Pläne des Hotels, dessen Eingangsportal aus Vogesensandstein gefertigt wurde und dessen Innenräume aufwändig gearbeitete Wandtäfelungen und Stuckverzierungen aufweisen, erzielten 1899 auf einer Basler Architekturausstellung den Ersten Preis.[39] Der zweite Pächter Karl Fehrenbach, der im Freiburger Hotel Viktoria gelernt hatte, machte das Hotel zu einer der ersten Adressen im Schwarzwald.[39] 1931 gehörte Fehrenbach zu den Neustädter Gastwirten, die ihre Räumlichkeiten auch der aufstrebenden NS-Bewegung zur Verfügung stellten. Während der NS-Zeit wurde das Hotel zum zentralen Schauplatz großer Parteiveranstaltungen; gegen Ende des Krieges vermietete Fehrenbachs Witwe Emilie das Hotel an die NS-Organisation Kraft durch Freude.[39] Nach Kriegsende nahm Arnold Fehrenbach 1947 den Hotelbetrieb wieder auf und stellte den Neustädter Hof in der Tradition der „Neustädter Fasnet“. In den 1950er Jahren wurde das Hotel aufgestockt und durch einen großen Kursaal sowie ein „Schwarzwaldstüble“ ergänzt.[39]
- In Neustadt befindet sich ebenfalls das zur Caritas gehörende Haus Adler Post, eine ehemalige Postmeisterei aus dem Jahre 1575, das Klösterle, ein ehemaliges Kapuzinerkloster aus der zweiten Hälfte des 17. Jahrhunderts, der Alte Friedhof (1810) sowie das Rathaus (1817).[40]
- Auf dem Hochfirst steht der Hochfirstturm, ein stählerner Aussichtsturm. Am Hochfirst liegt auch die Hochfirstschanze, die größte Skisprung-Naturschanze Deutschlands. Südöstlich von Neustadt verläuft die Bundesstraße 31 mit der Gutachtalbrücke.
- Im Stadtteil Titisee liegt das historische Hotel Bären mit einer Holzfassade im Stil des Schwarzwaldhauses. Das Ortsbild prägend ist die römisch-katholische Christkönigskirche. Im Stadtteil Waldau befindet sich die Pfarrkirche St. Nikolaus.

### Naturdenkmäler
Titisee-Neustadt liegt im Naturpark Südschwarzwald. Die Fernwanderstrecke Mittelweg, die durch den Ort verläuft, führt an vielen Naturdenkmälern vorbei. Große Bekanntheit hat der Titisee, der größte natürliche See im Schwarzwald.

## Persönlichkeiten

### Ehrenbürger
- Medizinalrat Josef Winterhalter (* 1796 in St. Märgen; † 1879 in Neustadt), Gründer des ersten Neustädter Krankenhauses
- Adalbert Dengler, Bürgermeister in Neustadt 1945–1946
- Josef Faller, Bürgermeister in Langenordnach 1934–1946 und 1948–1967
- Julius Pfeffer, Bürgermeister in Neustadt 1951–1971
- Oswald Haug, Stadtpfarrer in Neustadt 1946–1972
- Paul Pietsch (1911–2012), Rennfahrer und Verleger
- Martin Lindler, Bürgermeister in Neustadt 1979–2003
- Hans Schmider, Bürgermeister von Titisee bis 1973, Beigeordneter a. D.
- Gustav-Adolf Haas (1935–2013), Stadtbaumeister von 1967 bis 1999 und MdL a. D.

### Söhne und Töchter der Stadt
- Ernst Schurth (1848–1910), Maler, Hochschullehrer an der Staatlichen Akademie der Bildenden Künste Karlsruhe
- Heinrich Bauser (1858–1942), Bildhauer und Sohn des Neustädter Bürgermeisters Johann Bauser
- Friedrich Schmitt (1866–1941), badischer Oberamtmann und Landrat
- Georg Schöpflin (1869–1954), Politiker (SPD, SED) und Opfer des Nationalsozialismus
- Paul Seiler (1873–1934), Bildhauer und Medailleur
- Carl Eberle (1879–1964), geboren in Neustadt, Jurist und Politiker
- Emil Ketterer (1883–1959), Leichtathlet, Arzt und Politiker (NSDAP)
- Stefan Meier (1889–1944), Politiker (SPD)
- Wilhelm Kasper (1892–1985), kommunistischer Politiker
- Walter Merz (1897–1963), Architekt und Karlsruher Oberbaudirektor
- Karl Friedrich Müller (1902–1983), Sprachwissenschaftler, Dialektforscher und Lehrer
- Willy Stahl (1903–1989), Politiker (DDP, später FDP/DVP), Landtags- und Bundestagsabgeordneter
- Karl Siegfried Bader (1905–1998), Jurist und Rechtshistoriker
- Franz Beckert (1907–1973), Olympiasieger im Mannschaftsturnen 1936 in Berlin
- Paul Dietrich (1907–1991), Gebrauchsgraphiker und Maler
- Konrad Kunze (* 1939), Dialektologe, Namenforscher und Hochschulprofessor
- Johanna Emetz (Joana) (* 1944), Sängerin
- Amei Lang (* 1944), Prähistorikerin
- Karl Menrad (* 1944), Schauspieler
- Michel Sauer (* 1949), Bildhauer
- Wolfram Morath-Vogel (* 1956), Kunsthistoriker
- Egon Hirt (* 1960), Skirennläufer
- Benjamin Markl (* 1979), Dirigent, Musiker, Musikpädagoge
- Michael Möllinger (* 1980), Skispringer
- Matthias Hoff (* 1983), deutscher Synchronsprecher & Stimmenimitator
- Adelheid Morath (* 1984), Radsportlerin im Bereich Cross-Country-Mountainbikesport
- Alexander Weiß (* 1987), Eishockeyspieler
- Andreas Glockner (* 1988), Fußballspieler
- Mara Scherzinger (* 1989), Schauspielerin
- Simon Stiebjahn (* 1990), Mountainbiker
- Melanie Faißt (* 1990), Skispringerin
- Daniel Weiß (* 1990), Eishockeyspieler
- Benedikt Doll (* 1990), Biathlet
- Alexander Maier (* 1991), Politiker (Bündnis 90/Die Grünen), ehemaliger Landtagsabgeordneter, Oberbürgermeister von Göppingen
- Annika Knoll (* 1993), Biathletin
- Ramona Straub (* 1993), Skispringerin
- Jana Fischer (* 1999), Snowboarderin
- Georgios Pintidis (* 2000), Fußballspieler
- Pauline Mayer (* 2001), Basketballspielerin

### Persönlichkeiten, die in der Stadt gewirkt haben
- Simon Straub (1668–1730), Geigenbauer, lebte und arbeitete mit seiner Familie in Langenordnach.
- Eddi Arent (1925–2013), Schauspieler, betrieb von 1993 bis 2004 mit seiner Frau Franziska das Traditionshotel Neustädter Hof.
- Ifor James (1931–2004), britischer Hornist, verbrachte seinen letzten Lebensjahre in Titisee-Neustadt.[41]
- Andrew Landenberger (* 1966), australischer Segler und Olympiasieger, betreibt in Titisee-Neustadt eine Segelmacherei und heiratete eine Frau aus Titisee.
- Oskar Vogt (1870–1959), Hirnforscher, leitete in Neustadt von 1937 bis 1964 mit seiner Ehefrau Cécile Vogt (1875–1962) das von ihm gegründete Institut für Hirnforschung und allgemeine Biologie. Seit 1975 ist dort die Klinik Haus Vogt als Fachklinik für Psychiatrie, Psychotherapie und Psychosomatik untergebracht.

### Persönlichkeiten
- Stefan Horngacher (* 1969), Bundestrainer der deutschen Skisprung-Nationalmannschaft